# 会津若松市
会津若松市（あいづわかまつし）は、福島県会津地方東部にある市。会津地方の中心都市である。計量特定市に指定されている。1899年（明治32年）に市制施行。
県内では、郡山市・いわき市・福島市に次いで4番目に人口が多い。

## 概要
会津若松市の在る会津盆地は、盆地床が「あいづだいら (会津平)」とも呼ばれ、他に喜多方や坂下などがある。また、会津盆地から北の飯豊山地を越えると山形県の米沢（米沢盆地）、東は猪苗代を経て奥羽山脈を越えると中通り地方の郡山 (郡山盆地)、西には野沢などを経て越後山脈を越えると新潟県下越地方の新潟市（越後平野）や只見などを経て中越地方の魚沼（魚沼盆地）が、南へは南会津を経て栃木県の日光が位置しており、各地とは磐越自動車道や国道49号線や121号線、252号線、JR磐越西線、JR只見線、会津鉄道などによって結ばれ、観光を通じてそれぞれの都市との交流も活発である。会津盆地の南には会津高原と呼ばれる山間地が広がっており、尾瀬などの観光地が点在している。市域の西側を阿賀川が流れているほか、市の東側は猪苗代湖に面している。
江戸時代には徳川家に近い会津松平家が藩主の会津藩23万石の城下町として盛え、現在の福島県内では福島市の福島藩を上回り最大規模であった。幕末には戊辰戦争（会津戦争）の主戦場となり、市内には白虎隊や新撰組の遺構が点在している。毎年300万人近くの観光客が訪れ、鶴ヶ城（会津若松城）や飯盛山などの「武家文化・歴史観光」、市街地を中心とした歴史的建造物や飲食店、資料館などの「まちなか観光」、東山温泉や芦ノ牧温泉などの「温泉観光」、猪苗代湖西岸などの「自然観光」を柱としている。また、こづゆなどの文化的な特色、赤べこなどに代表される伝統工芸などでも知られる。
会津若松市は2013年2月にスマートシティを施政方針に掲げ、平成30年情報通信月間総務大臣表彰を受けた。スマートシティの先進事例として、2022年6月にデジタル田園都市国家構想推進交付金 Type3に採択され、デジタルサービスの実装を目指している。

## 地理

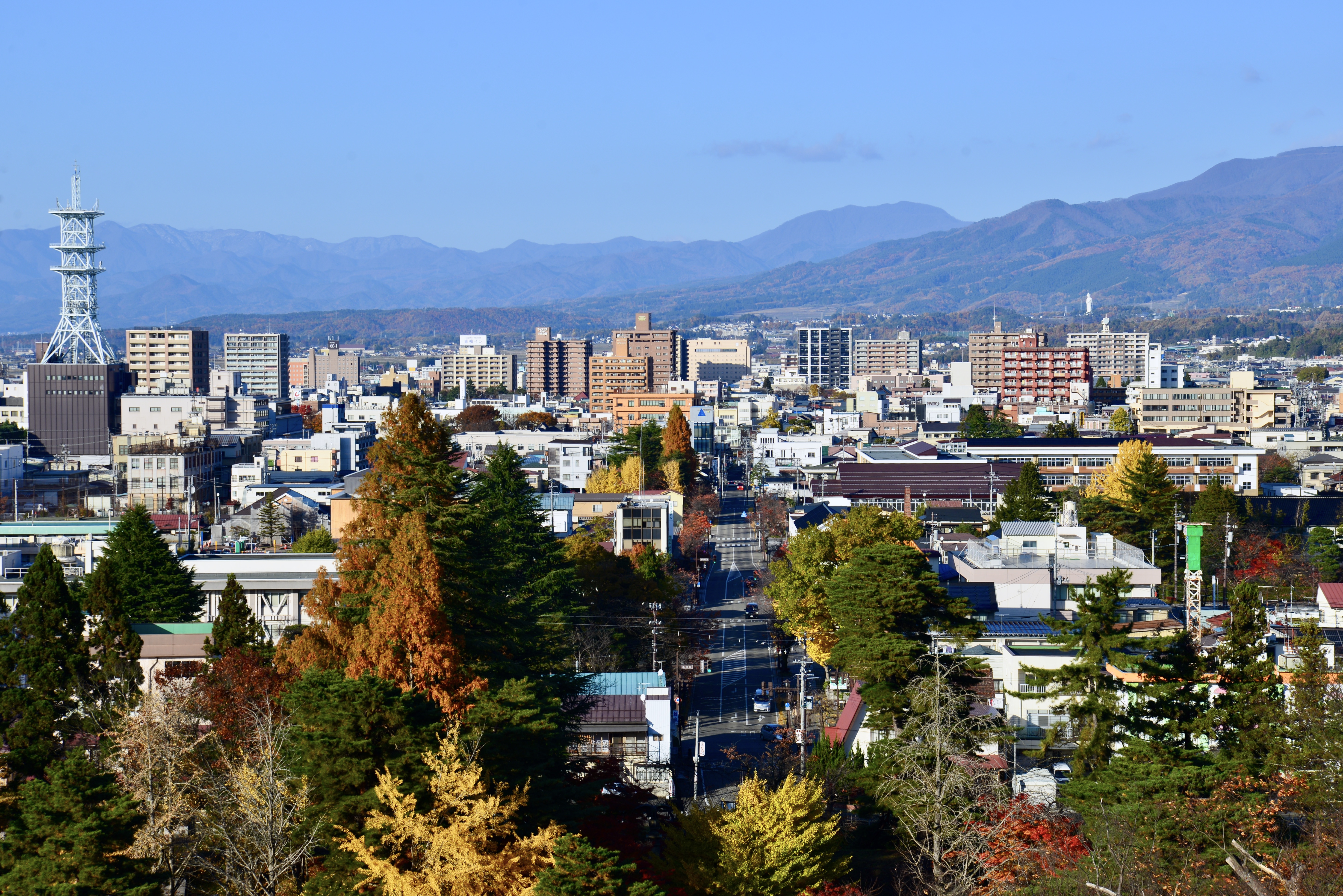
鶴ヶ城天守より会津若松市街を望む
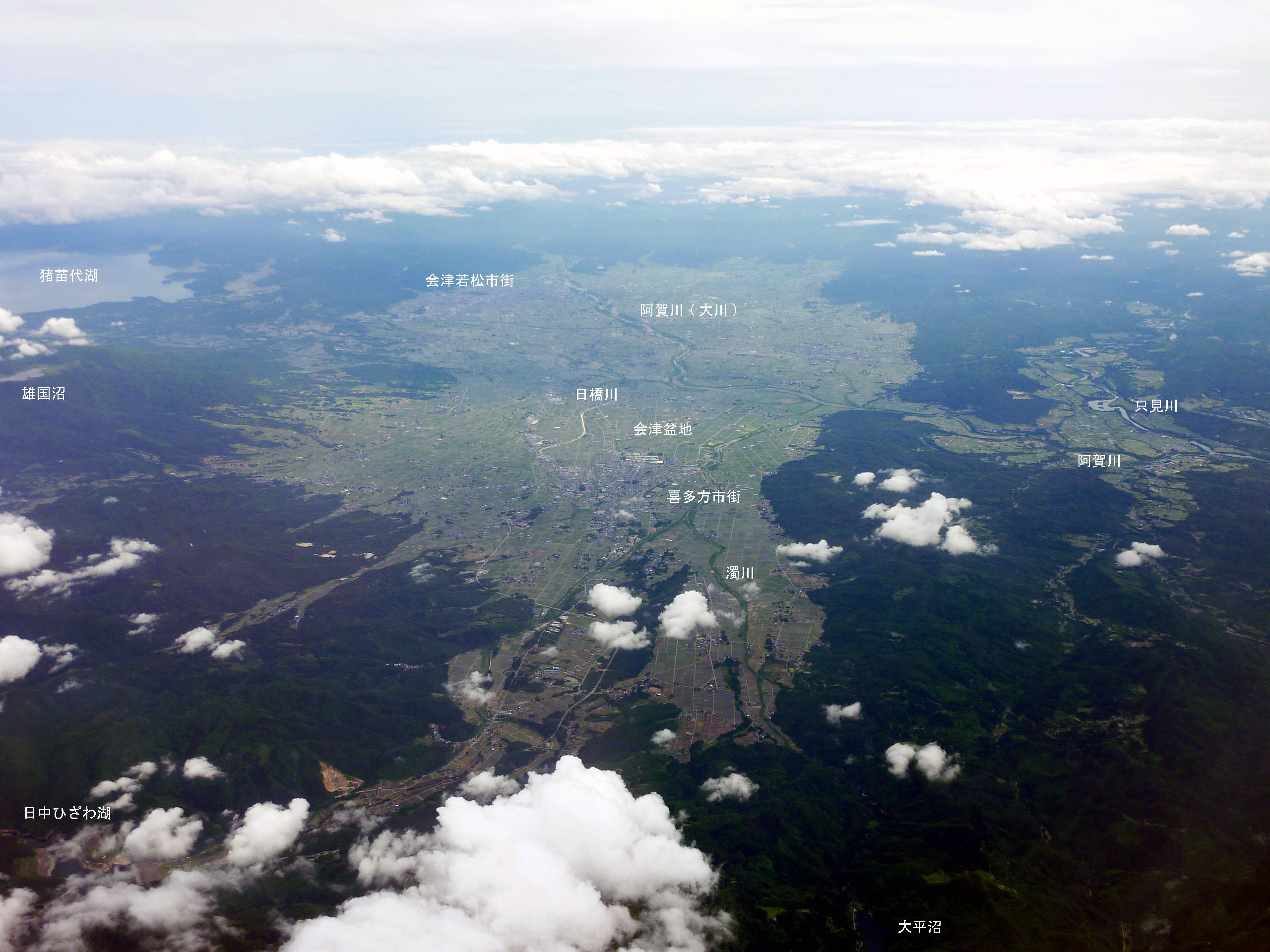
会津盆地と左奥が猪苗代湖
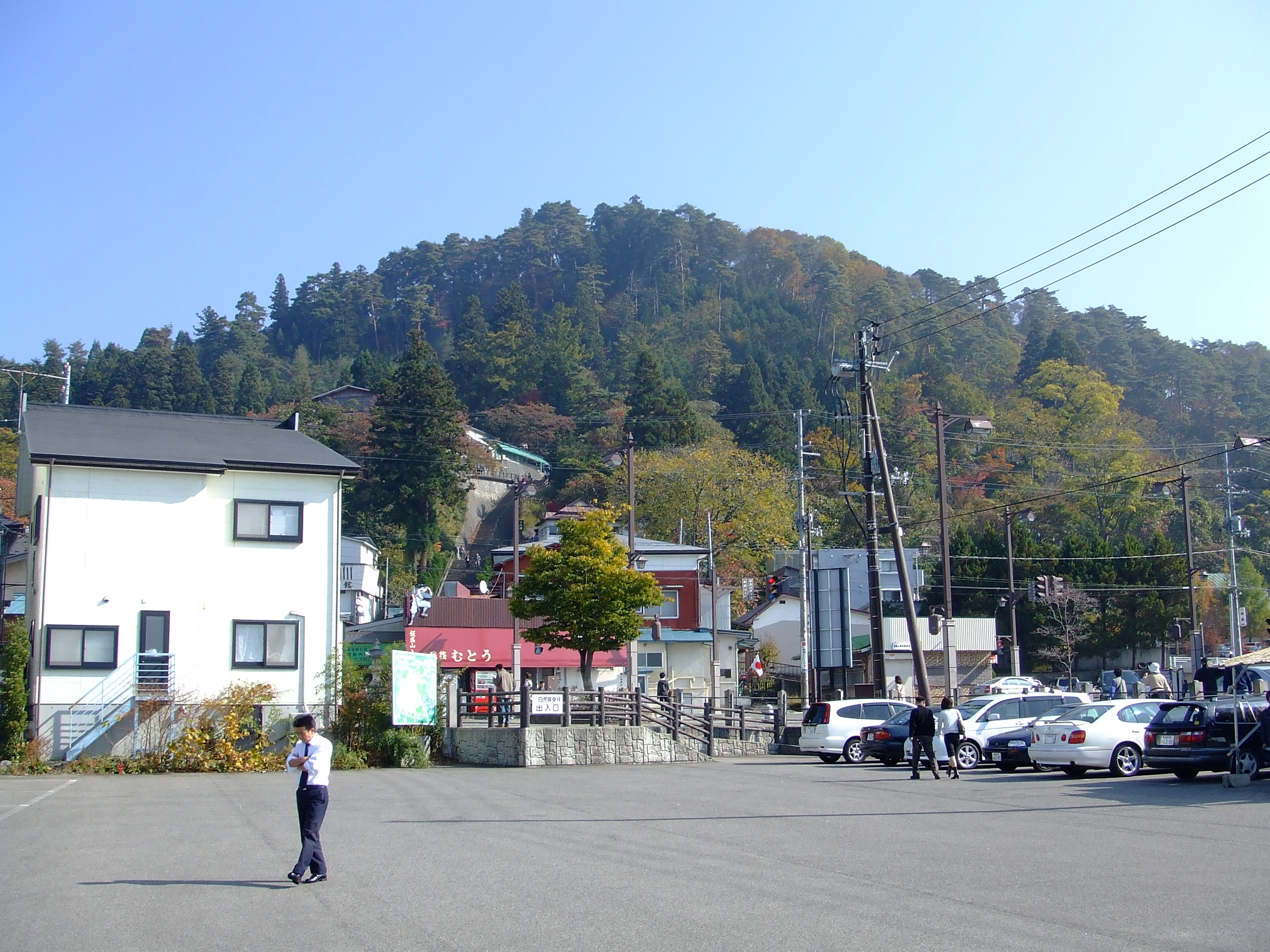
飯盛山
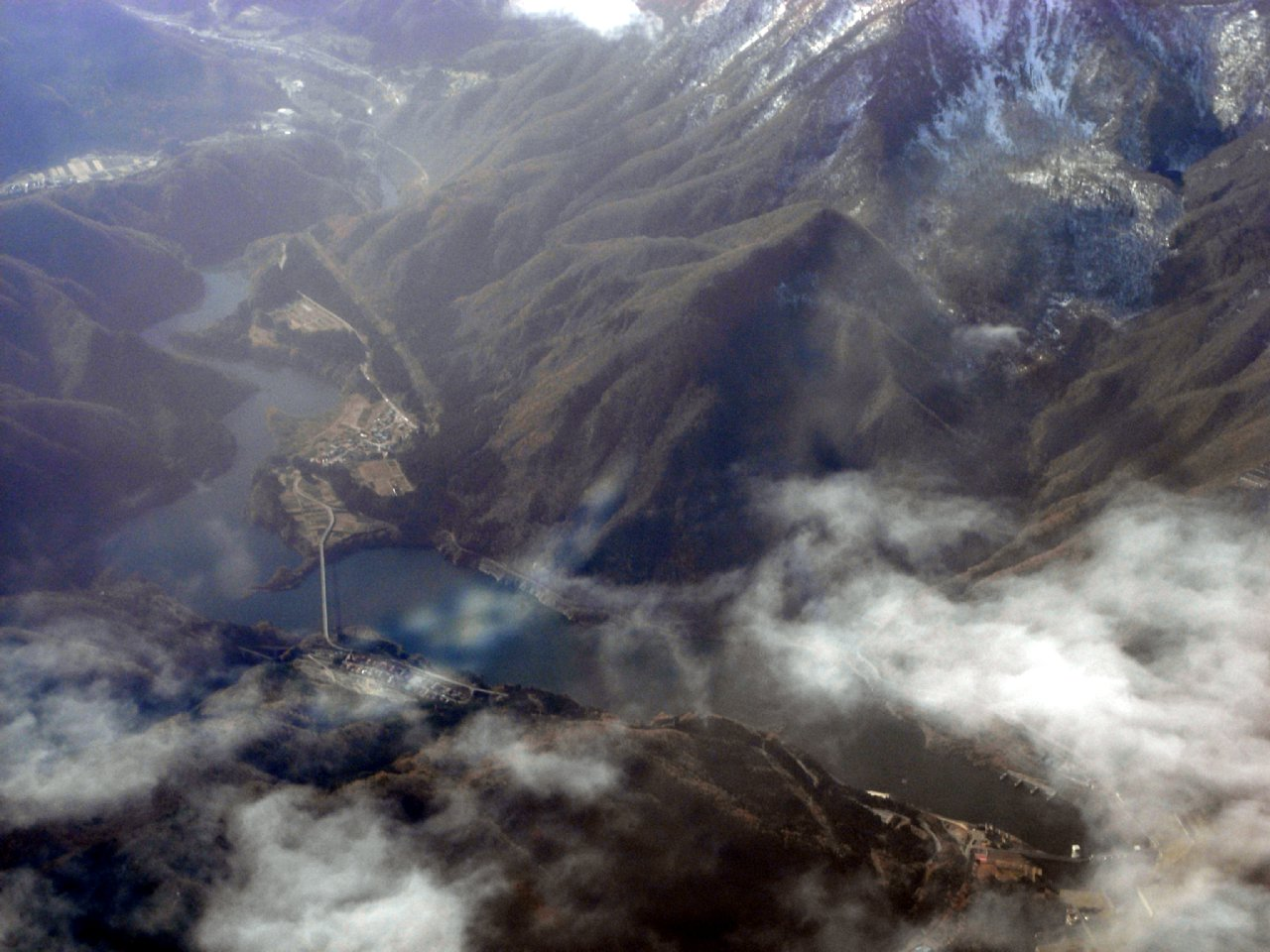
阿賀川上の若郷湖と大川ダム（右下）

会津若松市中心部周辺の空中写真。2018年6月14日撮影の60枚を合成作成。。

### 位置
会津若松市は、福島県西部一帯を占める会津地方の中心都市で、市街地は会津盆地の南東部に位置する。市域全体では、市街地の南に広がる広大な山地も市域に含まれ、最南端は芦ノ牧温泉などのある大戸岳周辺まで市域に収める。東側は猪苗代湖の約3割が市域に含まれ、猪苗代町や郡山市と接する。北、西は喜多方市など、会津盆地内の市町村と隣接する。
東西に国道49号、磐越自動車道、JR磐越西線が通っており、南北も国道121号などの道路、会津鉄道会津線などによって周辺地域と結ばれている。これらの会津地方の東西を結ぶ道路と南北を結ぶ道路は会津若松市で交差しており、鉄道でもJR磐越西線、只見線、会津鉄道会津線が集まる会津地方の交通の要衝になっている。

### 地形
市域の北部、西部、中心部周辺は会津盆地の南東部にあたり、市街地、商業地、住宅地などのほか、水田が広がる。また、市の南部から北部に阿賀川が流れており、市域東部、南部からは湯川、溷川（不動川）、古川などが流れる。市の東部は猪苗代湖に面しているほか、市の南部には山地が広がる。

#### 山
- 大戸岳 (1416 m)
- 大戸山
- 飯盛山
- 小田山
- 背炙山（せあぶりやま）
- 七曲山

#### 川
- 阿賀川（大川）
- 日橋川（堂島川）
- 湯川
- 溷川（不動川）
- 古川

#### 湖沼
- 猪苗代湖
- 鍋沼
- 若郷湖
- 東山ダム湖

### 人口
- 推計人口 : 115,868人（2021年12月1日）
- 世帯数 : 49,143世帯（2021年12月1日）

1920年の国勢調査開始移行、1930年代にかけて人口は減少しているがその後は増加に転じ、1990年代まで増加を続けていた。

### 年齢別人口分布
| |                                            |  |
| 会津若松市と全国の年齢別人口分布（2005年） | 会津若松市の年齢・男女別人口分布（2005年） |  |
| ■紫色 ― 会津若松市 ■緑色 ― 日本全国 | ■青色 ― 男性 ■赤色 ― 女性                  |  |
| 会津若松市（に相当する地域）の人口の推移 \| 1970年（昭和45年） \| 120,839人 \| \| \| 1975年（昭和50年） \| 124,722人 \| \| \| 1980年（昭和55年） \| 130,883人 \| \| \| 1985年（昭和60年） \| 134,912人 \| \| \| 1990年（平成2年） \| 136,336人 \| \| \| 1995年（平成7年） \| 137,065人 \| \| \| 2000年（平成12年） \| 135,415人 \| \| \| 2005年（平成17年） \| 131,389人 \| \| \| 2010年（平成22年） \| 126,220人 \| \| \| 2015年（平成27年） \| 124,062人 \| \| \| 2020年（令和2年） \| 117,376人 \| \| |                                            |  |
| 総務省統計局 国勢調査より |                                            |  |
| 1970年（昭和45年） | 120,839人                                  |  |
| 1975年（昭和50年） | 124,722人                                  |  |
| 1980年（昭和55年） | 130,883人                                  |  |
| 1985年（昭和60年） | 134,912人                                  |  |
| 1990年（平成2年） | 136,336人                                  |  |
| 1995年（平成7年） | 137,065人                                  |  |
| 2000年（平成12年） | 135,415人                                  |  |
| 2005年（平成17年） | 131,389人                                  |  |
| 2010年（平成22年） | 126,220人                                  |  |
| 2015年（平成27年） | 124,062人                                  |  |
| 2020年（令和2年） | 117,376人                                  |  |

### 隣接自治体
- 郡山市
- 喜多方市
- 耶麻郡 : 猪苗代町、磐梯町
- 岩瀬郡 : 天栄村
- 南会津郡 : 下郷町
- 河沼郡 : 会津坂下町、湯川村
- 大沼郡 : 会津美里町

## 気候
寒暖の差が大きく気温の年較差、日較差が大きい顕著な大陸性気候である。降雪量が多く、豪雪地帯に指定されている。

年間平均降雪量は328cmと、会津地方の都市としては少ない。
| 若松特別地域気象観測所（標高212m、会津若松市材木町）の気候 | 若松特別地域気象観測所（標高212m、会津若松市材木町）の気候 | 若松特別地域気象観測所（標高212m、会津若松市材木町）の気候 | 若松特別地域気象観測所（標高212m、会津若松市材木町）の気候 | 若松特別地域気象観測所（標高212m、会津若松市材木町）の気候 | 若松特別地域気象観測所（標高212m、会津若松市材木町）の気候 | 若松特別地域気象観測所（標高212m、会津若松市材木町）の気候 | 若松特別地域気象観測所（標高212m、会津若松市材木町）の気候 | 若松特別地域気象観測所（標高212m、会津若松市材木町）の気候 | 若松特別地域気象観測所（標高212m、会津若松市材木町）の気候 | 若松特別地域気象観測所（標高212m、会津若松市材木町）の気候 | 若松特別地域気象観測所（標高212m、会津若松市材木町）の気候 | 若松特別地域気象観測所（標高212m、会津若松市材木町）の気候 | 若松特別地域気象観測所（標高212m、会津若松市材木町）の気候 |
| 月                                                         | 1月                                                        | 2月                                                        | 3月                                                        | 4月                                                        | 5月                                                        | 6月                                                        | 7月                                                        | 8月                                                        | 9月                                                        | 10月                                                       | 11月                                                       | 12月                                                       | 年                                                         |
| ---------------------------------------------------------- | ---------------------------------------------------------- | ---------------------------------------------------------- | ---------------------------------------------------------- | ---------------------------------------------------------- | ---------------------------------------------------------- | ---------------------------------------------------------- | ---------------------------------------------------------- | ---------------------------------------------------------- | ---------------------------------------------------------- | ---------------------------------------------------------- | ---------------------------------------------------------- | ---------------------------------------------------------- | ---------------------------------------------------------- |
| 最高気温記録 °C （°F）                                     | 13.1 (55.6)                                                | 20.2 (68.4)                                                | 23.5 (74.3)                                                | 30.5 (86.9)                                                | 35.6 (96.1)                                                | 36.4 (97.5)                                                | 37.3 (99.1)                                                | 38.5 (101.3)                                               | 37.1 (98.8)                                                | 31.3 (88.3)                                                | 25.7 (78.3)                                                | 20.9 (69.6)                                                | 38.5 (101.3)                                               |
| 平均最高気温 °C （°F）                                     | 2.9 (37.2)                                                 | 4.0 (39.2)                                                 | 8.9 (48)                                                   | 16.6 (61.9)                                                | 22.7 (72.9)                                                | 26.0 (78.8)                                                | 29.2 (84.6)                                                | 30.8 (87.4)                                                | 26.1 (79)                                                  | 19.5 (67.1)                                                | 12.2 (54)                                                  | 5.7 (42.3)                                                 | 17.1 (62.8)                                                |
| 日平均気温 °C （°F）                                       | −0.3 (31.5)                                                | 0.1 (32.2)                                                 | 3.7 (38.7)                                                 | 10.1 (50.2)                                                | 16.2 (61.2)                                                | 20.5 (68.9)                                                | 24.0 (75.2)                                                | 25.2 (77.4)                                                | 20.8 (69.4)                                                | 14.1 (57.4)                                                | 7.4 (45.3)                                                 | 2.2 (36)                                                   | 12.0 (53.6)                                                |
| 平均最低気温 °C （°F）                                     | −3.4 (25.9)                                                | −3.5 (25.7)                                                | −0.7 (30.7)                                                | 4.3 (39.7)                                                 | 10.3 (50.5)                                                | 15.9 (60.6)                                                | 20.1 (68.2)                                                | 20.8 (69.4)                                                | 16.6 (61.9)                                                | 9.8 (49.6)                                                 | 3.3 (37.9)                                                 | −0.9 (30.4)                                                | 7.7 (45.9)                                                 |
| 最低気温記録 °C （°F）                                     | −14.4 (6.1)                                                | −15.2 (4.6)                                                | −11.9 (10.6)                                               | −4.6 (23.7)                                                | −1.2 (29.8)                                                | 6.9 (44.4)                                                 | 9.1 (48.4)                                                 | 10.3 (50.5)                                                | 4.8 (40.6)                                                 | −1.5 (29.3)                                                | −5.9 (21.4)                                                | −14.4 (6.1)                                                | −15.2 (4.6)                                                |
| 降水量 mm （inch）                                         | 102.4 (4.031)                                              | 69.2 (2.724)                                               | 77.5 (3.051)                                               | 63.1 (2.484)                                               | 75.8 (2.984)                                               | 108.6 (4.276)                                              | 196.4 (7.732)                                              | 139.1 (5.476)                                              | 124.0 (4.882)                                              | 112.6 (4.433)                                              | 75.5 (2.972)                                               | 108.7 (4.28)                                               | 1,253 (49.331)                                             |
| 降雪量 cm （inch）                                         | 121 (47.6)                                                 | 90 (35.4)                                                  | 41 (16.1)                                                  | 3 (1.2)                                                    | 0 (0)                                                      | 0 (0)                                                      | 0 (0)                                                      | 0 (0)                                                      | 0 (0)                                                      | 0 (0)                                                      | 1 (0.4)                                                    | 72 (28.3)                                                  | 328 (129.1)                                                |
| 平均降水日数 （≥0.5 mm）                                   | 19.0                                                       | 16.1                                                       | 16.6                                                       | 12.0                                                       | 11.4                                                       | 12.2                                                       | 15.2                                                       | 12.6                                                       | 12.4                                                       | 12.4                                                       | 15.1                                                       | 18.3                                                       | 173.2                                                      |
| 平均降雪日数 （≥1 cm）                                     | 19.1                                                       | 16.3                                                       | 7.7                                                        | 0.6                                                        | 0.0                                                        | 0.0                                                        | 0.0                                                        | 0.0                                                        | 0.0                                                        | 0.0                                                        | 0.3                                                        | 10.1                                                       | 54.2                                                       |
| % 湿度                                                     | 82                                                         | 79                                                         | 74                                                         | 67                                                         | 67                                                         | 73                                                         | 79                                                         | 77                                                         | 79                                                         | 80                                                         | 83                                                         | 84                                                         | 77                                                         |
| 平均月間日照時間                                           | 78.0                                                       | 99.0                                                       | 144.0                                                      | 172.0                                                      | 201.2                                                      | 165.3                                                      | 156.9                                                      | 195.1                                                      | 141.8                                                      | 122.1                                                      | 89.1                                                       | 67.1                                                       | 1,631.6                                                    |
| 出典：気象庁 (平均値：1991年-2020年、極値：1953年-現在)    |                                                            |                                                            |                                                            |                                                            |                                                            |                                                            |                                                            |                                                            |                                                            |                                                            |                                                            |                                                            |                                                            |

## 歴史

### 江戸時代まで
市内一箕町にある大塚山古墳は4世紀後半に造営されたものである。出土品の三角縁神獣鏡は畿内で鋳造されたものと同一と推定されている。
都市としての会津若松市の起源は、1384年（至徳元年）の、蘆名直盛による黒川城（若松城）築城に遡る。以降、城下町「黒川」は、戦国大名蘆名氏の領国支配の拠点として、また当時奥州最大の都市として発展を遂げていった。

若松城の加藤家入若期、保科家入若期、享保期を示した加藤長四郎の作品、1920年（大正9年）

1589年（天正17年）、伊達政宗のもとで勢力を拡大する伊達氏が蘆名氏を滅ぼし、黒川を新たな本拠地とした。しかし翌1590年（天正18年）、豊臣秀吉の奥州仕置により黒川は伊達氏から取り上げられ、代わって蒲生氏郷が入封した。氏郷は、町の名を黒川から「若松」へと改め、蒲生群流の縄張りによる城作りを行った。なお「若松」の名は、出身地の日野城（中野城）に近い馬見岡綿向神社（現在の滋賀県蒲生郡日野町村井にある神社、蒲生氏の氏神）の参道周辺にあった「若松の杜」に由来し、同じく領土であった松坂の「松」という一文字もこの松に由来すると言われている。7層の天守（現存する5層の復元天守は寛永年間に改築されたものを元にしている）を有するこの城は、氏郷の幼名にちなみ、また蒲生家の舞鶴の家紋にちなんで鶴ヶ城と名付けられ、また築城と同時に城下町の開発も実施した。具体的には、旧領の日野、松阪の商人の招聘、定期市の開設、楽市・楽座の導入、手工業の奨励等により、江戸時代の会津藩の発展の礎を築いた。
氏郷の死後、上杉景勝が入封するが、関ヶ原の戦いで徳川家康に敵対して敗れ、米沢へ移封となった。その後、蒲生秀行、加藤嘉明などの領主を経て、1643年に徳川秀忠の子保科正之が入封して会津松平家の祖となり、以後若松は会津藩の城下町として栄えた。

### 幕末から太平洋戦争まで
1862年（文久2年）、会津藩主松平容保は京都守護職に任ぜられ、尊王攘夷派志士の取り締まりや京都の治安維持を担ったが、長州藩を筆頭とする倒幕派（後に明治政府軍となる）の恨みを買うことになった。
1868年（慶応4年）に戊辰戦争が勃発すると、会津藩は攻撃の対象とされた（会津戦争）。明治政府軍は若松城下にまで侵攻し、白虎隊の自刃などの悲劇が起きた。
市街地は、1866年（慶応2年）の大火で数千戸の規模で焼失しており、戦火も重なり城下町の大半が灰燼に帰した。

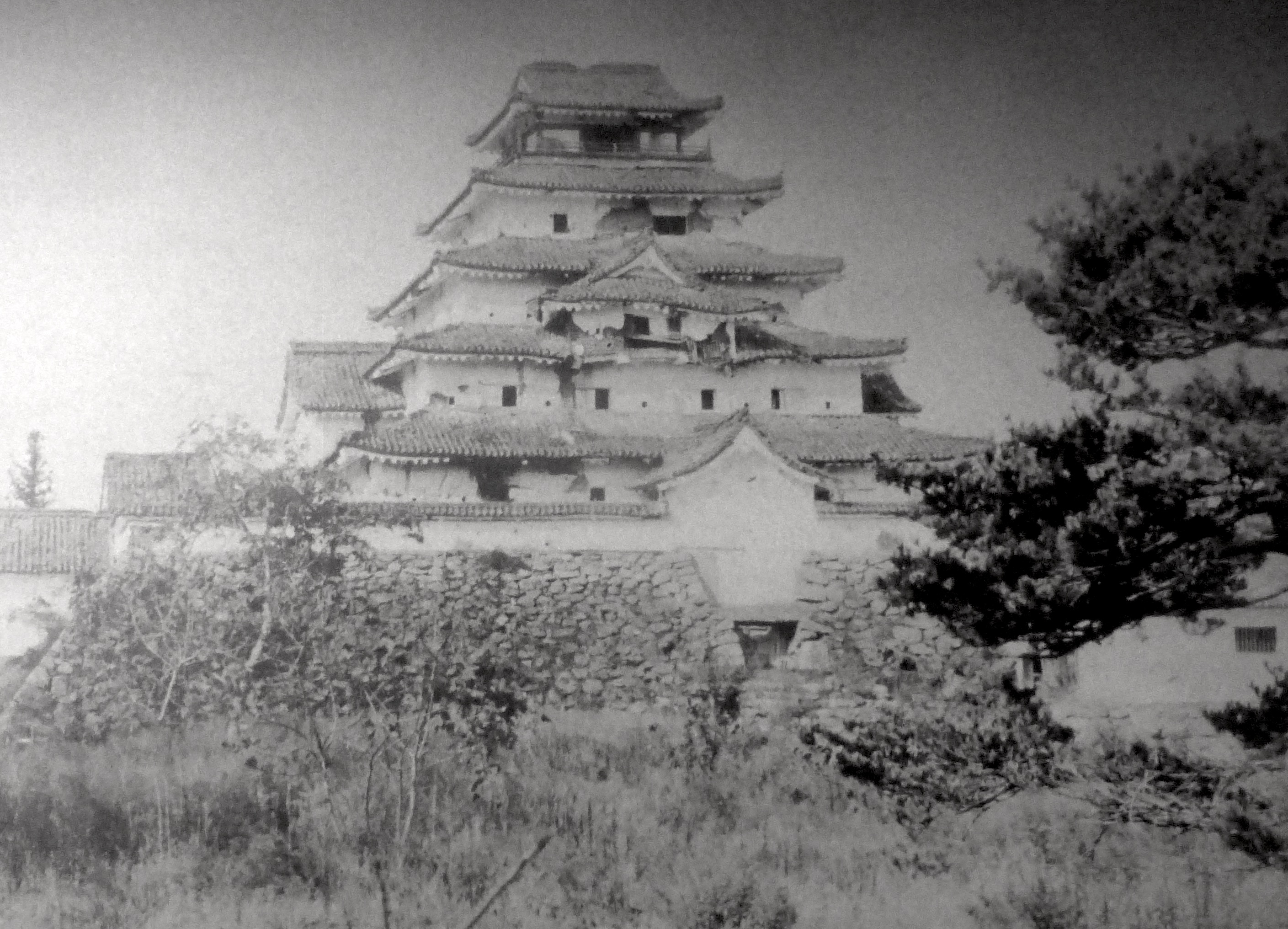
戊辰戦争で攻撃を受けた若松城（1868年）

戊辰戦争で敗れた結果、会津若松は明治政府の直轄地となり、民政局が設置された。翌1869年に民政局が廃止されて若松県が設置され、県庁は最初、大町の融通寺に、次に旧若松城本丸に置かれた。明治4年7月14日（1871年8月29日）の全国的な廃藩置県により、引き続き若松県が設置され、会津若松は若松県の県庁所在地となった。しかし、1876年（明治9年）8月21日には若松県、福島県(1876年以前)、磐前県の3県が合併されて現在の福島県が成立し、これ以降は福島県に入れられている。
1889年、北会津郡若松町となり、1899年、県内初の市制施行により「若松市」となった。この年の人口は3万0,488人であった。1890年に私立会津中学校が開校。後に県立に移管され福島県立会津中学校となり、現在の福島県立会津高等学校に至る。1899年（明治32年）7月15日、岩越線（現在の磐越西線）が若松駅（現在の会津若松駅、1917年（大正6年）4月21日に改称）まで開通する。磐越西線は1914年（大正3年）11月1日に新津まで全通した。
1908年、日露戦争に伴って新設された第13師団の歩兵第65連隊が若松に置かれ、現在の会津若松市立第二中学校の敷地が衛戍地とされた。同連隊には後に石原莞爾が見習士官として配属され、歩兵中尉となった。石原は自著『戦争史大観』の序説で「明治の末から大正の初めにかけての会津若松歩兵第六十五聯隊は、日本の軍隊中に於ても最も緊張した活気に満ちた聯隊であった。この聯隊は幹部を東北の各聯隊の嫌われ者を集めて新設されたのであったが、それが一致団結して訓練第一主義に徹底したのである。明治四十二年末、少尉任官とともに山形の歩兵第三十二聯隊から若松に転任した私は、私の一生中で最も愉快な年月を、大正四年の陸軍大学入学まで、この隊で過ごしたのである」と述懐している。同連隊は1925年の宇垣軍縮に伴って廃止され、代わって第2師団の歩兵第29連隊が仙台から移動する。その後、1937年の日中戦争を契機に歩兵第65連隊も復活した。歩兵第65連隊は南京攻略戦などに参加。歩兵第29連隊はガダルカナル島の戦いに投入され大きな損害を受けている。

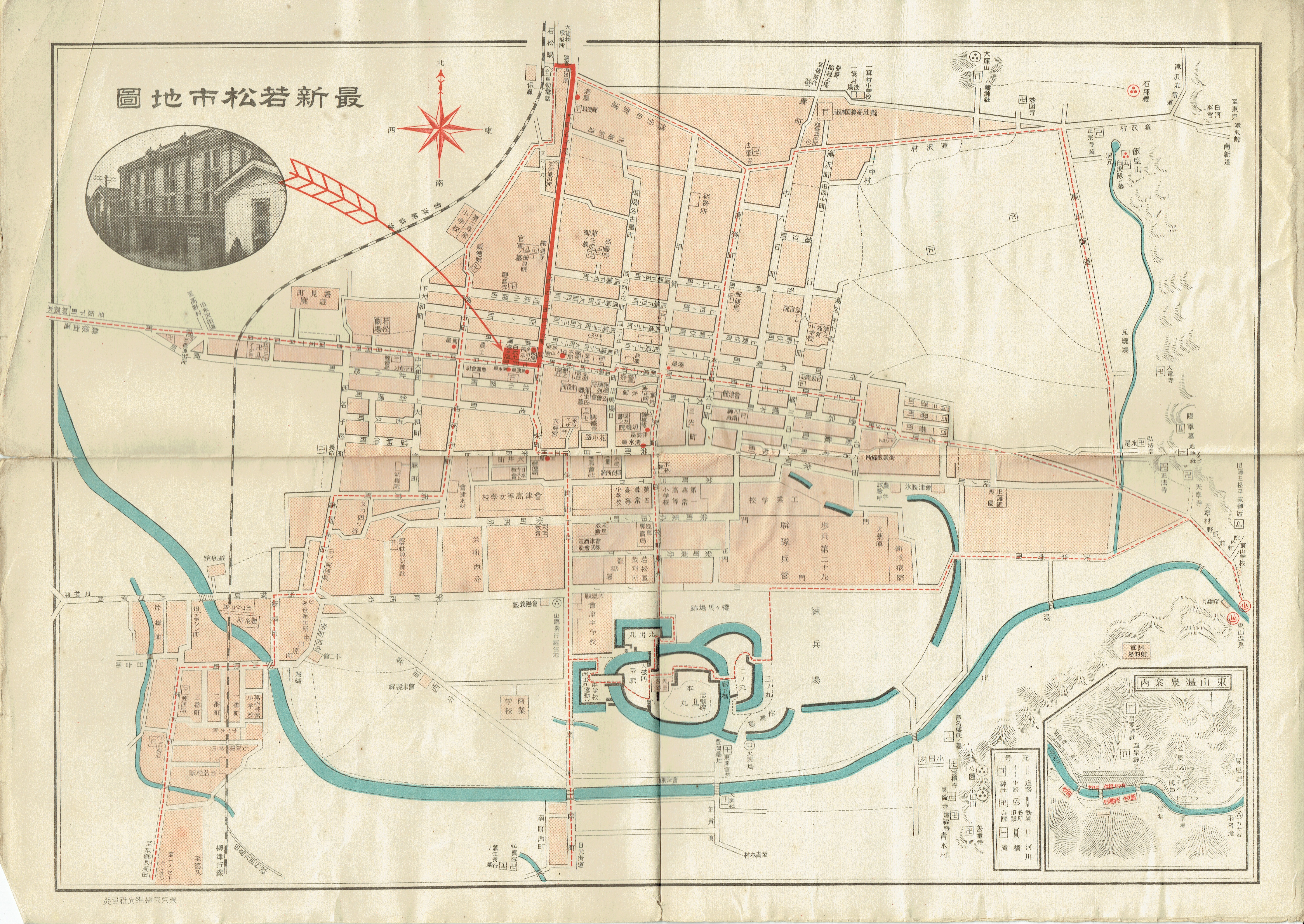
1930年（昭和5年）頃の若松市街。白木屋漆器店発行。

1902年（明治35年）1月1日開業の会津電力株式会社により電力の供給が開始されたほか、1929年（昭和4年）4月1日には水道給水が開始された。また、1934年（昭和9年）3月5日の東京への電話開通など、この時期には近代化が進む。また、1932年（昭和7年）10月19日に御薬園（会津松平氏庭園）、1934年（昭和9年）12月28日には若松城址が国の史跡に指定されたほか、1937年（昭和12年）4月1日には現在の市役所庁舎が完成している。

### 太平洋戦争後
太平洋戦争では会津若松は空襲を免れた。1945年（昭和20年）9月23日 - 市内にアメリカ軍2000人が進駐。1946年（昭和21年）には、神明通りが開通、1947年（昭和22年）には会津若松商工会議所の設立が認可。同年、市内に昭和天皇の戦後巡幸、1953年（昭和28年）10月3日には会津まつりが開催されるなど、戦後復興を遂げていく。
1955年（昭和30年）には周辺の7村を編入し、この時に市名を「若松市」から現在の「会津若松市」に変更した。市名の変更は、福岡県の若松市（1914年（大正3年）市制。現在の北九州市若松区）との混同の回避を目的として行われたもので、先に市制を敷いた市が改名した、唯一の例である。改名前には、電信・電話・郵便等において両市が混同されることが多く、郵便物にいたっては日平均50通、多い日では100通もの誤配があったという（『町村合併の記録』福島県総務部地方課 (1958) ）。福岡県の若松市は、1963年（昭和38年）2月10日に門司市・小倉市・戸畑市・八幡市と合併されて北九州市となったため、福岡県の「若松市」は消滅したが、会津若松市はその後も「会津」を頭に付けた市名のまま現在に至っている。

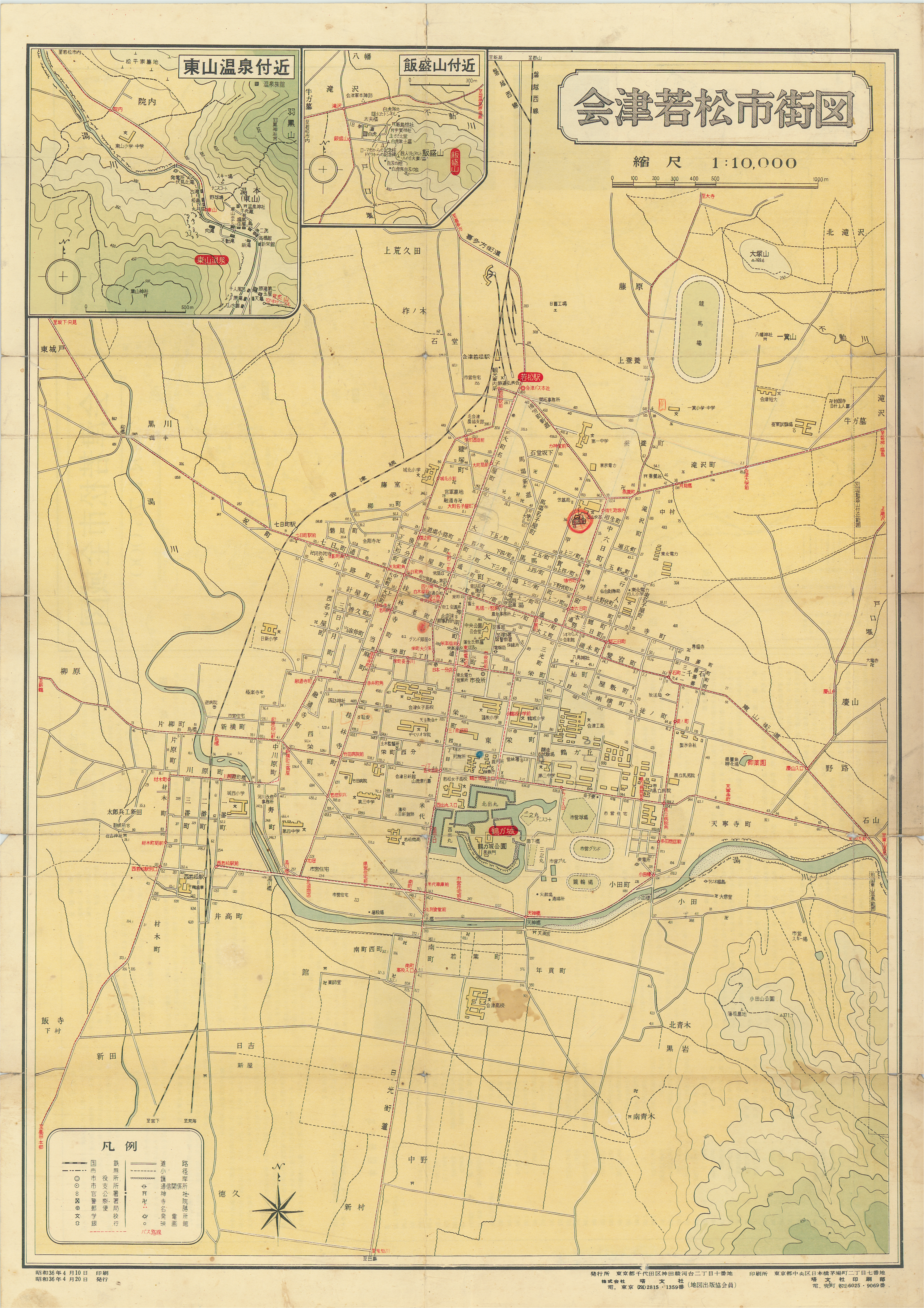
1961年（昭和36年）頃の会津若松市街。塔文社発行。

1961年（昭和36年）には人口が10万人を突破し、1965年（昭和40年）から住居表示実施により、順次、旧町名が新町名に変更される。また、1965年（昭和40年）9月17日には鶴ヶ城の天守閣再建工事が落成する。1989年（平成元年）には会津若松市観光公社が設立され、観光業も発展していく。
その後は1993年（平成5年）4月14日には会津大学が開校し、1992年（平成4年）10月29日に会津若松ICを含む区間が開通していた磐越自動車道が1997年（平成9年）10月1日に全線（いわき - 新潟）開通し、交通網の充実が図られた。
2011年（平成23年）3月12日の福島第一原子力発電所事故により、原発所在地である大熊町の町役場の機能が会津若松に移転した（大熊町役場会津若松出張所）。

### 行政区域の変遷
- 1889年（明治22年）4月1日 - 町村制施行により、北会津郡若松桂林寺町他82町が合併、同郡日吉村及び年貢町村の各一部の区域をもって若松町が成立。
- 1899年（明治32年）4月1日 - 市制施行により若松市となる。福島県で最初の市制。
- 1937年（昭和12年）4月1日 - 北会津郡町北村の一部を編入。
- 1951年（昭和26年）4月1日 - 北会津郡町北村を編入。
- 1955年（昭和30年）1月1日 - 北会津郡湊村、一箕村、高野村、神指村、門田村、大戸村及び東山村を編入し、市名を現在の会津若松市に変更。
- 1955年（昭和30年）4月1日 - 大沼郡本郷町小谷を編入。
- 2000年（平成12年）2月1日 - 猪苗代湖域における、郡山市及び耶麻郡猪苗代町との境界確定により同湖の約3割の面積が市域となる。
- 2004年（平成16年）11月1日 - 北会津郡北会津村を編入。これにより、北会津郡が消滅。
- 2005年（平成17年）11月1日 - 河沼郡河東町を編入。

### 住居表示後に消滅した町名
1965年（昭和40年）から住居表示実施により、順次、旧町名が現在の新町名に変更されていった。旧町名のうち、1877年（明治10年）までに成立していた町で、1889年（明治22年）に北会津郡若松町として合併した町を列記する。
- 大町竪町
- 大町一之町
- 大町ニ之町
- 大町ニ之竪
- 大町三之町
- 大町原之町
- 大町三四之竪
- 大町四之町
- 大町名子屋町
- 道場小路町
- 原之町
- 紺屋町
- 甲賀町
- 馬場上一之町
- 馬場下一之町
- 馬場一之竪町
- 馬場上ニ之町
- 馬場下二之町
- 馬場二之竪町
- 馬場上三之町
- 馬場下三之町
- 馬場三之竪町
- 馬場上四之町
- 馬場下四之町
- 馬場四之竪町
- 馬場上五之町
- 馬場下五之町
- 馬場名子屋町
- 大工町
- 博労町
- 上四之町
- 本六日町
- 上一之町
- 上六日町
- 上二之町
- 下野伏町
- 上五之町
- 行人町
- 中六日町
- 上野伏町
- 屋敷町
- 本郷町
- 竪三日町
- 寺町
- 東名子屋町
- 五軒町
- 横三日町
- 鳥居町
- 槻木町
- 阿弥陀町
- 愛宕町
- 浄光寺町
- 台之町
- 南横町
- 天寧寺町
- 徒之町
- 滝沢町
- 千石町
- 蚕養町
- 桂林寺町
- 老町
- 赤井町
- 諏訪四ツ谷
- 当麻町
- 当麻中町
- 善久町
- 針屋町
- 川原町
- 材木町
- 融通寺町
- 七日町
- 北小路町
- 西名子屋町
- 針屋名子屋町
- 上大和町
- 中大和町
- 下大和町
- 後之分町
- 栄町字郭内
- 栄町字栄町一丁目
- 栄町字栄町二丁目
- 栄町字新栄町
- 栄町字栄町三丁目
- 栄町字栄町四丁目
- 栄町字本三之丁
- 栄町字本一之丁
- 栄町字融通寺町口
- 栄町字川原町口
- 栄町字米代二之丁
- 栄町字米代四之丁
- 栄町字十八蔵
- 栄町字割場
- 栄町字追手前
- 栄町字塀内
- 栄町字本二之丁上
- 栄町字天寧寺町口
- 栄町字宝積寺通
- 栄町字内小田垣
- 栄町字鶴ヶ城
- 新横町
- 片柳町
- 南町

## 地域
- 栄町
- 西栄町
- 東栄町
- 中町
- 城前
- 大町（一丁目、二丁目）
- 中央（一丁目～三丁目）
- 昭和町
- 馬場本町
- 馬場町
- 相生町
- 上町
- 旭町
- 行仁町
- 宮町
- 城東町
- 追手町
- 山鹿町
- 米代（一丁目、二丁目）
- 日新町
- 本町
- 金川町
- 城北町
- 七日町
- 西七日町
- 八日町
- 五月町
- 橋本（一丁目、二丁目）
- 城南町
- 南町
- 南花畑
- 湯川町
- 新横町
- 緑町
- 御旗町
- 材木町（一丁目、二丁目）
- 川原町
- 城西町
- 日吉町
- 住吉町
- 幕内東町
- 桜町
- 柳原町（一丁目～四丁目）
- 錦町
- 表町
- 天神町
- 明和町
- 館馬町
- 館脇町
- 古川町
- 東年貢（一丁目～三丁目）
- 花見ヶ丘（一丁目～三丁目）
- 湯川南
- 建福寺前
- 北青木
- 駅前町
- 石堂町
- 蚕養町
- 滝沢町
- 白虎町
- 扇町
- 山見町
- 鶴賀町
- 居合町
- 堤町
- 大塚（一丁目、二丁目）
- 北滝沢（一丁目、二丁目）
- 中島町
- 千石町
- 南千石町
- 東千石（一丁目～三丁目）
- 花畑東
- 平安町
- 桧町
- 慶山（一丁目、二丁目）
- 和田（一丁目、二丁目）
- 飯盛（一丁目～三丁目）
- 花春町
- 徒之町
- 宝町
- 天寧寺町

なお、会津若松市では公式の町名はすべて「まち」と読み、「ちょう」は使用しない。

### その他の地域
- 町北町 - 市街地の北の地域
- 高野町 - 市の北部、水田地帯などが広がる
- 神指町 - 市の北西部、こちらも水田地帯などが広がる
- 北会津町 - 市の西部、他の地域との間には阿賀川が流れる。平成の合併以前の北会津郡北会津村。
- 一箕町 - 市街地の北東の地域で、幹線道路沿いには商業施設が立ち並ぶ
- 河東町 - 市の北東部、水田や山林などが広がる。平成の合併以前の河沼郡河東町。
- 湊町 - 市の東部で会津盆地の外。猪苗代湖に面している
- 東山町 - 市の南東部、東山温泉などある
- 門田町 - 市街地の南の地域。水田地帯だったが、住宅街や商業施設が多く建設された。
- 大戸町 - 市の南部、芦ノ牧温泉がある
- 一箕町松長（一丁目～六丁目） - 宅地造成に伴い一箕町大字松長から分離
- インター西 - 物流団地会津アピオの竣工に伴い町北町と高野町の一部が町名変更
- 八角町 - 一箕町大字八角字中村東から町名変更
- 対馬館町 - 門田町大字日吉字対馬館から町名変更
- 飯寺北（一丁目～三丁目） - 門田町大字飯寺字村西の一部が町名変更
- 幕内南町 - 神指町大字南四合字幕内南の一部が町名変更

## 行政
| 初代市長秋山清八は佐川官兵衛麾下の元別撰組隊士。会津高校の創立功労者の一人である。 |  | 第三代市長佐治幸平は自由民権運動の活動家。福島事件で起訴されたが無罪となった。 |
| 初代市長秋山清八は佐川官兵衛麾下の元別撰組隊士。会津高校の創立功労者の一人である。 |  | 第三代市長佐治幸平は自由民権運動の活動家。福島事件で起訴されたが無罪となった。 |

### 市長
- 室井照平（2011年8月7日就任、4期目）

#### 歴代市長
| （旧若松町長） | 海老名季昌   |                                 |
| 初代           | 秋山清八     | 1899年7月26日 - 1902年3月26日   |
| 2代            | 齋藤庸       | 1902年5月15日 - 1903年9月23日   |
| 3代            | 佐治幸平     | 1903年11月26日 - 1906年9月15日  |
| 4代            | 松本時正     | 1906年10月15日 - 1912年10月10日 |
| 5代            | 小野木源次郎 | 1912年12月25日 - 1914年6月18日  |
| 6代            | 秋山清八     | 1914年7月29日 - 1915年5月7日    |
| 7,8代          | 松本時正     | 1915年6月21日 - 1922年5月15日   |
| 9代            | 松江豊寿     | 1922年12月27日 - 1925年11月12日 |
| 10代           | 佐藤佐吉     | 1926年7月28日 - 1926年11月28日  |
| 11代           | 穴澤義弘     | 1927年2月16日 - 1931年2月15日   |
| 12代           | 佐藤佐吉     | 1931年6月29日 - 1933年6月27日   |
| 13代           | 須藤素       | 1933年10月7日 - 1934年12月6日   |
| 14代           | 佐瀬剛       | 1935年2月22日 - 1939年2月21日   |
| 15代           | 鈴木寅彦     | 1939年5月1日 - 1941年9月18日    |
| 16代           | 高山輝義     | 1942年7月1日 - 1945年11月5日    |
| 17代           | 江花静       | 1945年12月11日 - 1947年4月4日   |
| 18代           | 小日山武夫   | 1947年4月15日 - 1948年2月14日   |
| 19代           | 横山武       | 1948年3月28日 - 1952年3月27日   |
| 20代           | 村井八郎     | 1952年3月28日 - 1956年3月27日   |
| 21-23代        | 横山武       | 1956年3月28日 - 1968年3月27日   |
| 24-26代        | 高瀬喜左衛門 | 1968年3月28日 - 1980年3月27日   |
| 27代           | 桜木幸次     | 1980年3月28日 - 1983年5月9日    |
| 28代           | 猪俣良記     | 1983年6月26日 - 1987年6月25日   |
| 29代           | 早川広中     | 1987年6月26日 - 1991年6月25日   |
| 30-31代        | 山内日出夫   | 1991年6月26日 - 1999年3月31日   |
| 32-34代        | 菅家一郎     | 1999年4月25日 - 2011年8月6日    |
| 35-37代        | 室井照平     | 2011年8月7日 -                  |

### 市役所本庁舎
会津若松市役所本庁舎は2025年（令和7年）5月7日に業務を開始した。
- 会津若松市役所本庁舎
  - 住所：会津若松市東栄町3番46号[16]
  - 構造：鉄筋コンクリート造一部鉄骨造（免震構造）[16]
  - 階数：地上7階建て（最高高さ30.47m）[16]

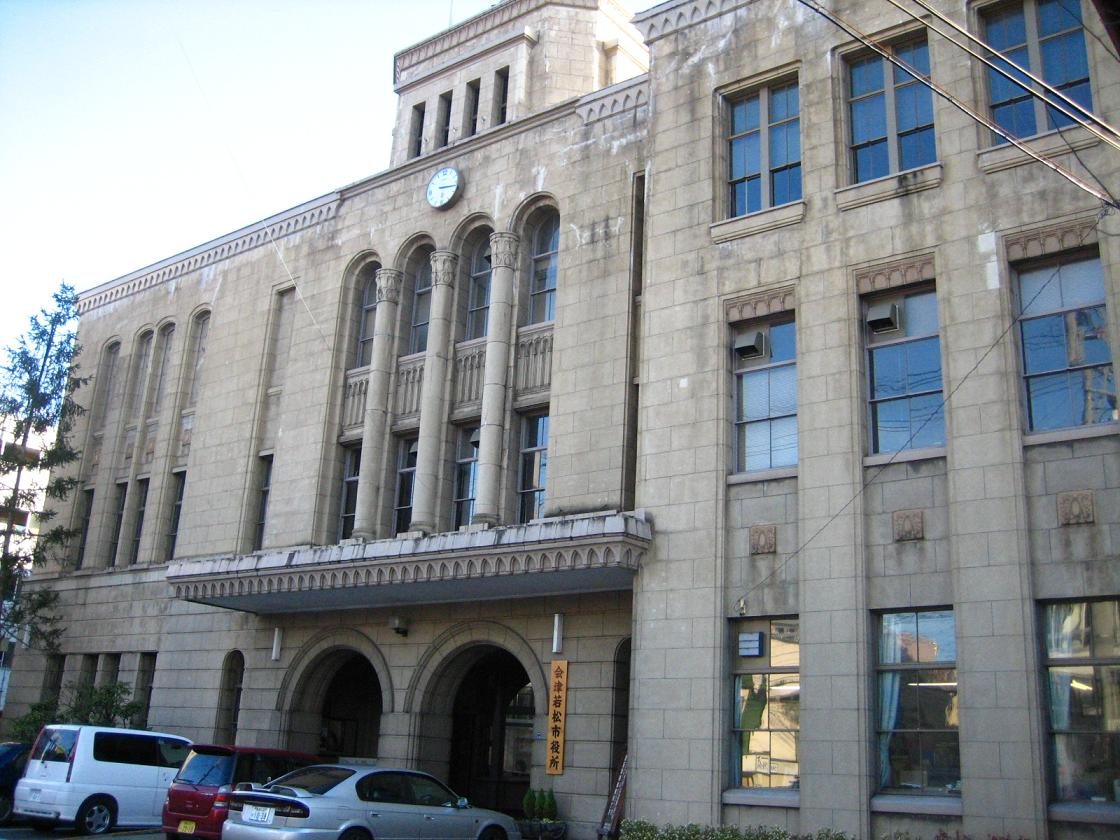
旧会津若松市役所本庁舎旧館（1937年竣工）

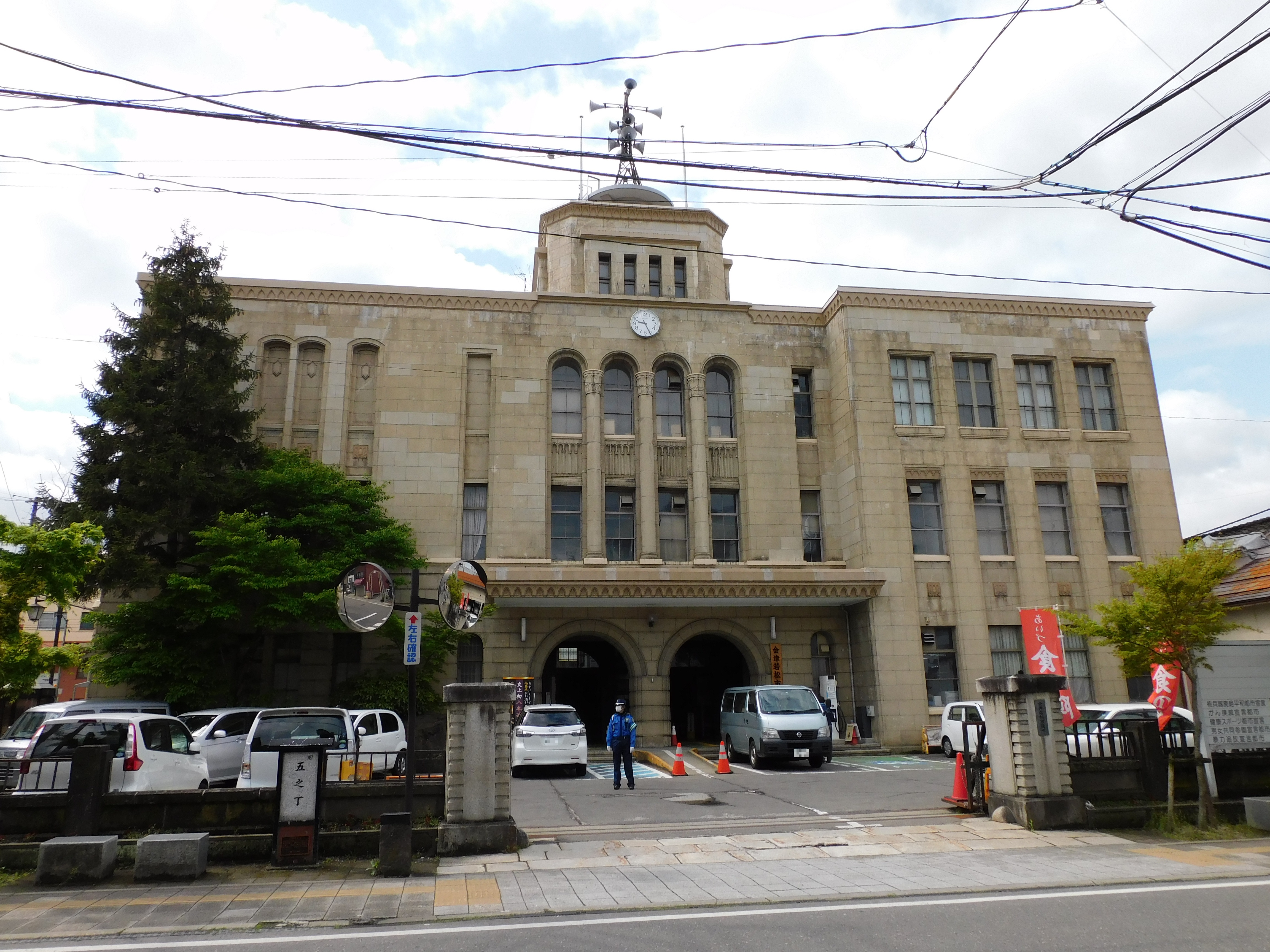
旧会津若松市役所本庁舎（2022年5月）

旧市役所本庁舎は、1937年（昭和12年）に供用を開始し（旧館）、1958年（昭和33年）に新館が増築された。しかし、複数敷地への行政機能の分散と施設の老朽化が課題となり、2017年度（平成29年度）からの「会津若松市第7次総合計画」で本庁舎旧館保存活用計画と庁舎整備行動計画が示された。
「会津若松市本庁舎旧館保存活用計画及び庁舎整備行動計画」によると、旧市役所本庁舎旧館は建設後80年以上を経過していること、「日本近代建築総覧」（日本建築学会編）に掲載されていること、外壁において当初の状態がおおむね維持されていることなどから登録有形文化財レベルの価値を十分有しているとしており保存活用に向けて計画が進められている。
なお、2008年5月28日に、フリーかつオープンソースのオフィスソフト「OpenOffice.org」を会津若松市役所に全庁的に導入することを発表した。これは、福島県内市町村では初めてとなるものである。その後、2012年2月にMicrosoft Officeとの互換性が高いことやバージョンアップが活発であることを理由にOpenOffice.orgの派生ソフトウェアである「LibreOffice」へ移行した。

### 支所・市民センター
- 北会津支所：会津若松市北会津町中荒井字諏訪前11番地

設計：古市徹雄／古市徹雄都市建築研究所、福島県建築文化賞優秀賞受賞作品
- 河東支所：会津若松市河東町郡山字休ミ石14番地
- 湊市民センター：会津若松市湊町大字共和字西田面50番地
- 大戸市民センター：会津若松市大戸町上三寄香塩479番地
- 北市民センター：会津若松市高野町大字上高野字村前28番地
- 南市民センター：会津若松市門田町大字中野字大道西13番地
- 一箕市民センター：会津若松市北滝沢二丁目5番6号
- 東市民センター：会津若松市慶山一丁目1番53号

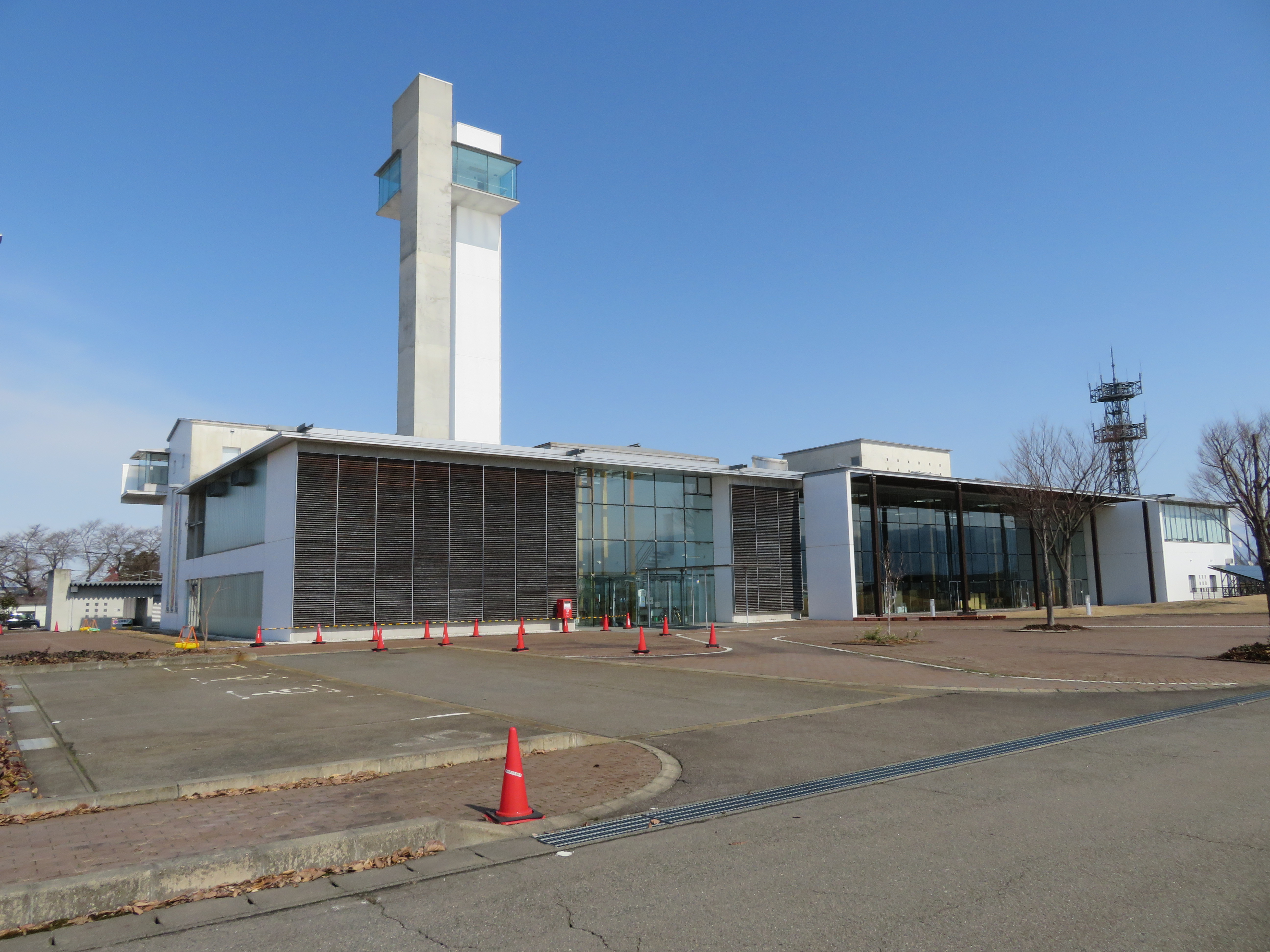
北会津支所庁舎（旧北会津村役場庁舎）
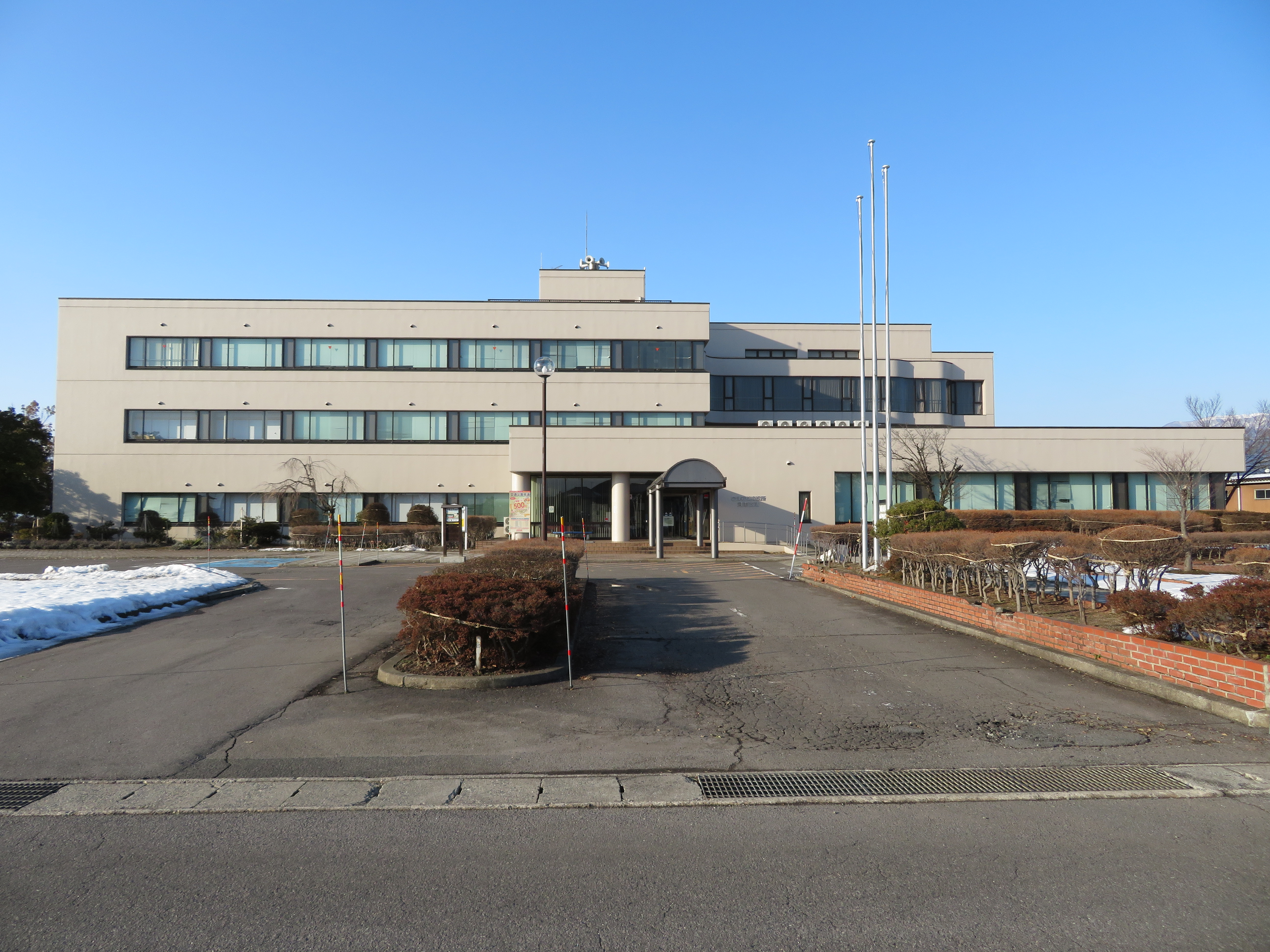
河東支所庁舎（旧河東町役場庁舎）

### 市役所の組織
- 副市長（1人）
  - 企画政策部（企画調整課、地域づくり課、秘書広聴課、情報統計課）
    - 北会津支所（まちづくり推進課、住民福祉課）
    - 河東支所（まちづくり推進課、住民福祉課）

  - 財務部（財政課、税務課、納税課、公共施設管理課）
  - 総務部（総務課、人事課、契約検査課）
  - 市民部（環境生活課、危機管理課、市民課、廃棄物対策課）
    - 各市民センター

  - 健康福祉部（地域福祉課、障がい者支援課、高齢福祉課、こども家庭課、こども保育課、国保年金課、健康増進課）
  - 観光商工部（観光課、商工課、企業立地課）
  - 農政部（農政課、農林課）
  - 建設部（都市計画課、まちづくり整備課、開発管理課、道路課、建築住宅課）
- 会計管理者
  - 会計課
- 教育委員会
  - 教育委員会事務局（教育総務課、学校教育課、文化課、スポーツ推進課、生涯学習総合センター）
    - 各公民館
- 市議会
  - 議会事務局
- 選挙管理委員会
  - 選挙管理委員会事務局
- 監査委員
  - 監査事務局
- 公平委員会
- 固定資産評価審査委員会
- 農業委員会
  - 農業委員会事務局
- 水道事業管理者
  - 上下水道局（総務課、経営企画課、上水道施設課、下水道施設課）

### 一部事務組合等
- 会津若松地方広域市町村圏整備組合：廃棄物処理、広域消防、水道用水供給等
- 会津地方市町村電子計算機管理運営協議会

### 国の機関
- 法務省
  - 福島地方検察庁会津若松支部：会津若松市追手町6番11号
  - 会津若松区検察庁：会津若松市追手町6番11号
  - 福島地方法務局若松支局：会津若松市追手町6番11号
  - 会津若松拘置支所：会津若松市追手町6番28号
- 財務省
  - 会津若松税務署：会津若松市城前1番82号
- 厚生労働省
  - 会津労働基準監督署：会津若松市城前2番10号
  - 会津若松公共職業安定所：会津若松市西栄町2番23号
- 農林水産省
  - 会津森林管理署：会津若松市追手町5番22号
  - 福島農政事務所会津若松統計情報センター：会津若松市追手町6番11号
- 国土交通省
  - 郡山国道事務所会津若松出張所：会津若松市町北町大字始字北台105番地
  - 阿賀川河川事務所：会津若松市表町2番70号
  - 福島地方気象台若松測候所：会津若松市材木町一丁目9番49号

### 裁判所
- 福島地方裁判所会津若松支部：会津若松市追手町6番6号
- 福島家庭裁判所会津若松支部：会津若松市追手町6番6号
- 会津若松簡易裁判所：会津若松市追手町6番6号
- 会津若松検察審査会：会津若松市追手町6番6号
  - 裁判所敷地内には、旧会津藩家老・内藤介右衛門の屋敷跡で、江戸時代に遠州流の流れをくむ白露庭がある。

### 福島県庁の機関
- 会津地方振興局：会津若松市追手町7番5号
- 会津保健福祉事務所：会津若松市追手町7番40号
- 会津農林事務所：会津若松市追手町7番5号
- 会津若松建設事務所：会津若松市追手町7番5号
- 会津教育事務所：会津若松市追手町7番5号

これらは、いずれも会津若松合同庁舎内にある。

### 大熊町役場の機関
- 大熊町役場 会津若松出張所：会津若松市追手町2番41号 会津若松市役所 追手町第二庁舎内

## 議会

### 市議会
→詳細は「会津若松市議会」を参照

### 福島県議会
- 定数：4人
- 選挙区：会津若松市選挙区
- 任期：2023年（令和5年）11月20日 - 2027年（令和9年）11月19日

| 氏名       | 会派名                     | 当選回数 | 備考             |
| ---------- | -------------------------- | -------- | ---------------- |
| 水野さち子 | 日本維新・無所属の会       | 3        | 党籍は無所属     |
| 佐藤義憲   | 自由民主党福島県議会議員会 | 3        |                  |
| 佐藤郁雄   | 自由民主党福島県議会議員会 | 2        |                  |
| 宮下雅志   | 県民連合議員会             | 5        | 党籍は立憲民主党 |

※2024年1月24日現在。

### 衆議院
- 選挙区：福島4区（会津若松市、喜多方市、南会津郡、耶麻郡、河沼郡、大沼郡、西白河郡（西郷村））
- 任期：2021年10月31日 - 2025年10月30日
- 投票日：2021年10月31日
- 当日有権者数：237,353人
- 投票率：64.68％

| 当落 | 候補者名 | 年齢 | 所属党派   | 新旧別 | 得票数   | 重複 |
| ---- | -------- | ---- | ---------- | ------ | -------- | ---- |
| 当   | 小熊慎司 | 53   | 立憲民主党 | 前     | 76,683票 | ○    |
| 比当 | 菅家一郎 | 66   | 自由民主党 | 前     | 73,784票 | ○    |

## 対外関係

### 国内の姉妹都市・友好都市
- むつ市（青森県）
1984年（昭和59年）9月23日姉妹都市提携。
明治維新後、会津松平家にむつ市及びその周辺の領地が与えられ、数多くの藩士が開墾に加わったことから。斗南藩を参照。
- 鳴門市（徳島県）
1999年（平成11年）10月30日親善友好都市提携。
ドイツ兵捕虜収容所（板東俘虜収容所）所長の松江豊寿が、会津若松出身であることから。
- 伊那市（旧高遠町。長野県）
2000年（平成12年）9月24日上伊那郡高遠町と親善友好都市提携。2006年（平成18年）3月31日合併により伊那市。
共に保科正之により治められたことから。
- 横須賀市（神奈川県）
2005年（平成17年）4月17日友好都市提携。
蘆名氏と三浦氏との縁の地であることから。
2012年（平成24年）3月25日には、災害時相互応援協定都市も締結。

### 国外の姉妹都市・友好都市
- 荊州市（中華人民共和国湖北省）
1991年（平成3年）6月15日沙市市と友好都市提携。合併・改名により荊州市と名称変更。
- リーズ・サミット市 （アメリカ合衆国ミズーリ州）
2005年（平成17年）11月1日旧河東町が姉妹都市提携。合併により提携を引き継いだ。
- サイパン市（北マリアナ諸島）
2006年（平成18年）9月22日サイパン市と親善交流都市提携。松江春次（松江豊寿の弟）が太平洋戦争前、サイパン島で製糖事業を行ったことにより。

### 友好都市提携の申し入れを拒否した経過のある都市
- 萩市（山口県）
1986年（昭和61年）に、萩市からの友好都市提携の申し入れを拒否した。
萩市は、会津戦争で会津藩と戦った長州藩の首府である。萩市から、敵として戦った会津戦争から120年を経過しての友好都市提携の申し入れがあったが、会津若松市民の間から「我々は（会津戦争の）恨みを忘れていない」、当時の福島県知事松平勇雄を指し「会津藩主の孫がまだ生きている」との意見があったため、これを拒否した。ただ、実際この騒動の後に萩市と会津若松市は友好都市関係を結ぶことこそ無かったが、この騒動がきっかけで、活発に民間交流するようになった。
（→歴史的経緯については「会津戦争」を参照）

### 災害時相互応援協定都市
- 長岡市（新潟県）
1996年（平成8年）10月15日締結。
- 米沢市（山形県）
1996年（平成8年）11月18日締結。
- 日野市（東京都）
2008年（平成20年）9月22日締結。
- 桑名市（三重県）
2012年（平成24年）5月2日締結。
- 三条市（新潟県）
2014年（平成26年）1月30日締結。

## 経済
古くからの中心市街地は鶴ヶ城の北側の中央通りや神明通りなどがある。神明通りは商店街であり、このメインストリートを軸に中小の商店が列んでいる。しかし、国道49号や千石通りなどの幹線道路沿い（ロードサイド）では全国規模の郊外型大型店の相次ぐ進出により、他の地方都市と同様に市街地中心部では空き店舗が目立つようになった。そのような中で、中心市街地のひとつである七日町通りでは、市からの補助金制度を作り古い街並みの保存や復旧に取り組むことで、新たな観光資源としての町づくりを行なっている。
（以下の生産額は、すべて2006年度のもの）

### 第一次産業
- 総生産 : 519千万円
  - 農業 : 497千万円
  - 林業 : 21千万円

市域北部、西部などには水田が広がっており、稲作が盛んである。

### 第二次産業
- 総生産 : 16,285千万円
  - 製造業 : 13,649千万円
- 富士通やテキサス・インスツルメンツ（旧スパンション）、オン・セミコンダクター会津の半導体製造拠点がある。
- オリンパスの系列企業会津オリンパスが所在する[20]。
  - 会津工場は世界最大級の内視鏡関連製品の生産拠点であり、消化器向けは世界の7割が同工場製といわれる。2008年から2010年にかけて、生産能力の大幅増強が行われた[21]。

### 第三次産業
- 総生産 : 35,738千万円
  - 卸売・小売業 : 4,525千万円
  - サービス業 : 12,866千万円

会津若松市内の主な百貨店・複合商業施設・大型ショッピングセンター
スーパーマーケットは、神明通りに本社があるリオン・ドールをはじめ、ヨークベニマル、コープあいづ、コンビニエンスストアはセブン-イレブンをはじめ、ファミリーマート、ローソンが出店している。かつては百貨店（中合会津店）が存在したが、2010年2月28日で閉店している。
- ショッピングセンター
  - MEGAドン・キホーテUNY会津若松店 - 市内では唯一の総合スーパー業態店舗である。以前は、アピタ会津若松店として営業していたが2020年11月にMEGAドン・キホーテUNYへ転換。
- ホームセンター
  - カインズ会津若松店
  - ケーヨーデイツー会津若松店
  - カンセキ会津若松店
  - コメリハード＆グリーン河東店
- 家電量販店
  - コジマ×ビックカメラ会津若松店
  - ケーズデンキ会津若松本店
  - ヤマダデンキテックランド会津若松店

### 金融機関
- みずほ銀行会津支店
- 東邦銀行(指定金融機関)
- 常陽銀行会津支店
- 第四北越銀行会津支店
- 福島銀行
- 大東銀行
- 会津信用金庫
- 会津商工信用組合
- 東北労働金庫若松支店
- 会津よつば農業協同組合
- 福島さくら農業協同組合大熊支店（会津サポートセンター）

## 郵便
- 会津若松郵便局（集配局）
- 広田郵便局（集配局）
- 原郵便局（集配局）

## 学校

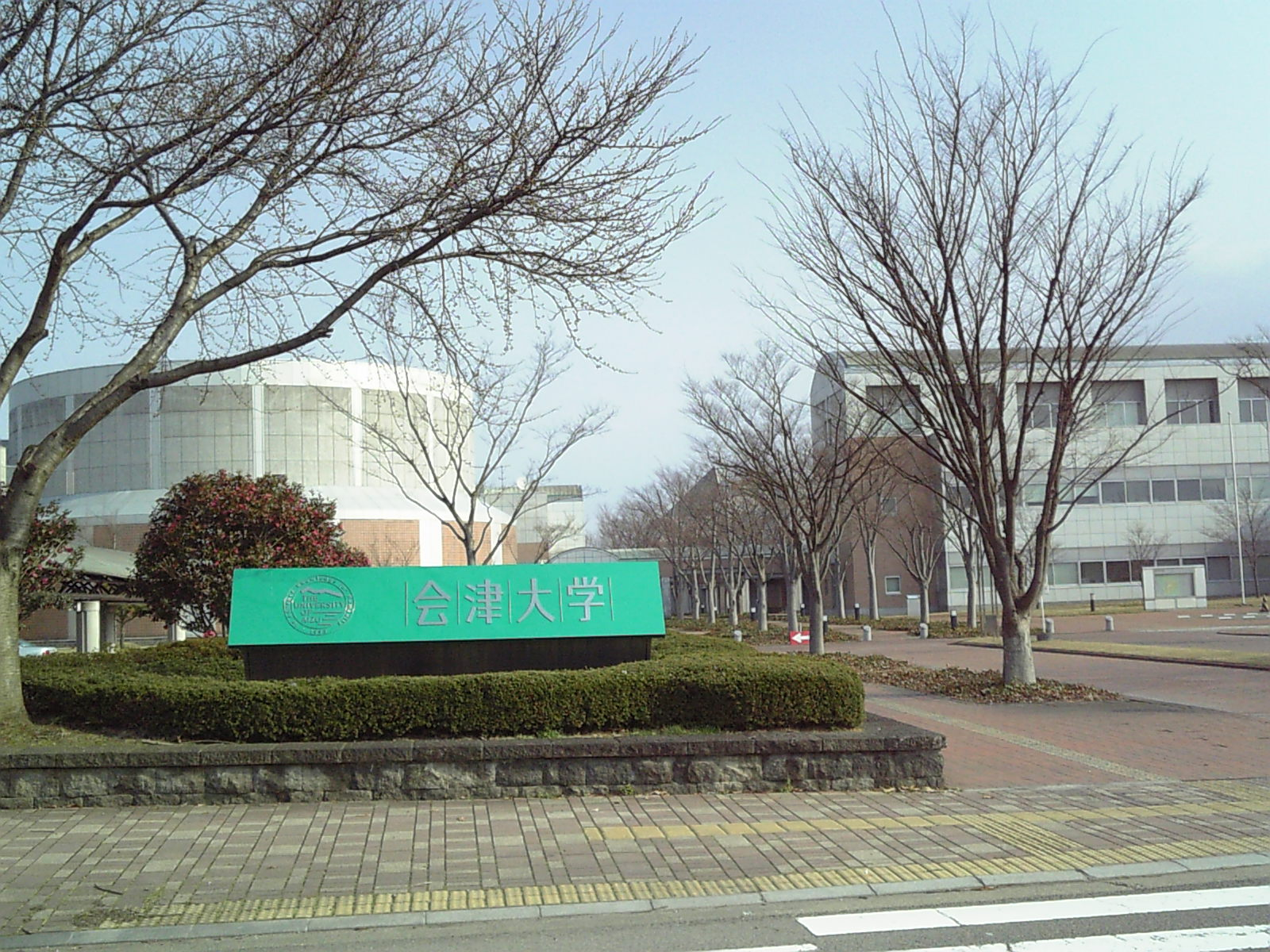
日本初のコンピュータ理工系大学、会津大学

### 大学・短期大学
- 会津大学
- 会津大学短期大学部（旧称：福島県立会津短期大学）

### 高等学校
公立
- 福島県立会津高等学校
- 福島県立葵高等学校
- 福島県立会津学鳳高等学校 - 中高併設
- 福島県立若松商業高等学校
- 福島県立会津工業高等学校
- 福島県立会津第二高等学校

私立全日制
- 会津若松ザベリオ学園高等学校 - 中高併設
- 会津北嶺高等学校
- 仁愛高等学校

私立通信制
- 尚志高等学校会津若松キャンパス
- 東日本国際大学附属昌平高等学校 会津学習支援センター会津若松校
- 翔洋学園高等学校 会津学習センター

### 中学校
公立
- 会津若松市立第一中学校
- 会津若松市立第二中学校
- 会津若松市立第三中学校
- 会津若松市立第四中学校
- 会津若松市立第五中学校
- 会津若松市立第六中学校

- 会津若松市立一箕中学校
- 会津若松市立大戸中学校
- 会津若松市立湊中学校
- 会津若松市立北会津中学校
- 福島県立会津学鳳中学校 - 中高併設

私立
- 会津若松ザベリオ学園中学校 - 中高併設

### 小学校
市立
- 会津若松市立一箕小学校
- 会津若松市立永和小学校
- 会津若松市立大戸小学校
- 会津若松市立鶴城小学校
- 会津若松市立謹教小学校
- 会津若松市立行仁小学校
- 会津若松市立神指小学校

- 会津若松市立小金井小学校
- 会津若松市立城西小学校
- 会津若松市立城南小学校
- 会津若松市立城北小学校
- 会津若松市立日新小学校
- 会津若松市立東山小学校

- 会津若松市立松長小学校
- 会津若松市立湊小学校
- 会津若松市立門田小学校
- 会津若松市立荒舘小学校
- 会津若松市立川南小学校

私立
- 会津若松ザベリオ学園小学校

### 義務教育学校
- 会津若松市立河東学園
- 会津若松市立湊学園

### 特別支援学校
- 福島県立会津支援学校
  - 福島県立会津支援学校竹田分校 - 長期入院の児童生徒対象、分校名となっている竹田綜合病院内に立地。
- 福島県立聴覚支援学校会津分校

### 大熊町立学校
福島第一原子力発電所事故のために市内に設立された大熊町立学校の分校。
- 大熊町立大熊中学校 - 会津若松分校として会津若松市役所追手町第二庁舎に移転、2021年4月に旧会津若松市立河東第三小学校に再移転。
- 大熊町立小学校 - 大野小学校・熊町小学校の会津若松分校として旧会津若松市立河東第三小学校に移転。
- 大熊町立幼稚園 - 会津若松分園として旧会津若松市立河東第一幼稚園に移転。

## 施設

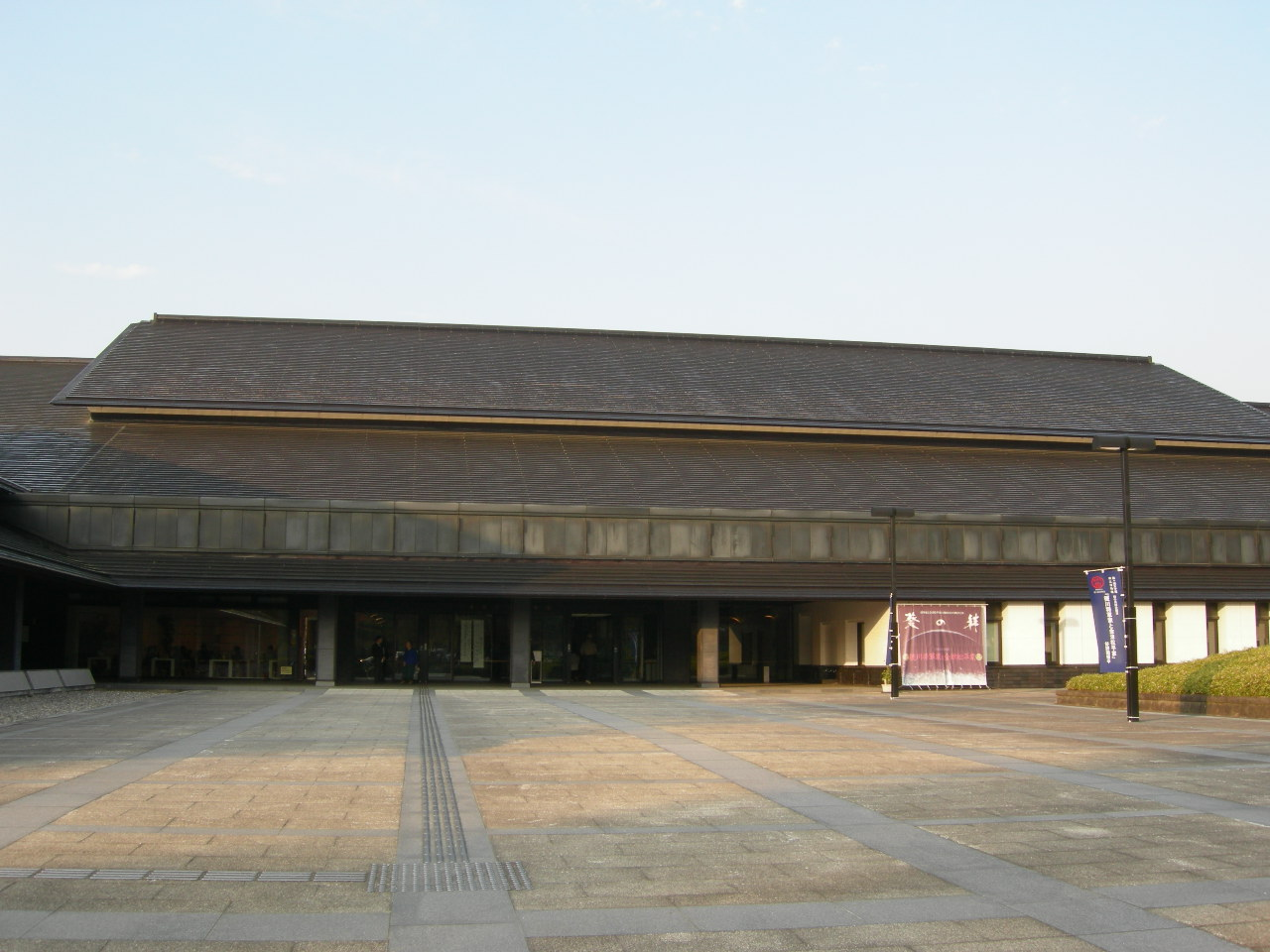
福島県立博物館

### 図書館
- 会津若松市立会津図書館（1903年文部省認可、1904年開設）
  - かつて存在した旧施設は一般書の開架図書数が少なかった。かつ施設自体の老朽化も進んでいたため、代替となる會津稽古堂（生涯学習総合センター）が建設され移転した。

### ホール
- 會津風雅堂
- 会津若松市文化センター

### 會津稽古堂
- 2011年4月17日開館
- 当初は3月26日の開館予定だったが、東日本大震災の影響で開館が延期された
- 中央公民館と、市立図書館を含む生涯学習のための複合施設
- 上記以外にも、料理教室や音楽スタジオをも有する。

### 博物館
- 福島県立博物館

（福島県の歴史、自然、民俗など）

### 医療機関
- 福島県立医科大学会津医療センター
- 竹田綜合病院
- 会津中央病院
- 佐藤病院
- つるが松窪病院
- 穴澤病院

## メディア
テレビ局
- NHK福島放送局会津若松支局

ラジオ局
- エフエム会津

コミュニティ情報誌
- ものづくり活力マガジン I's

## 交通

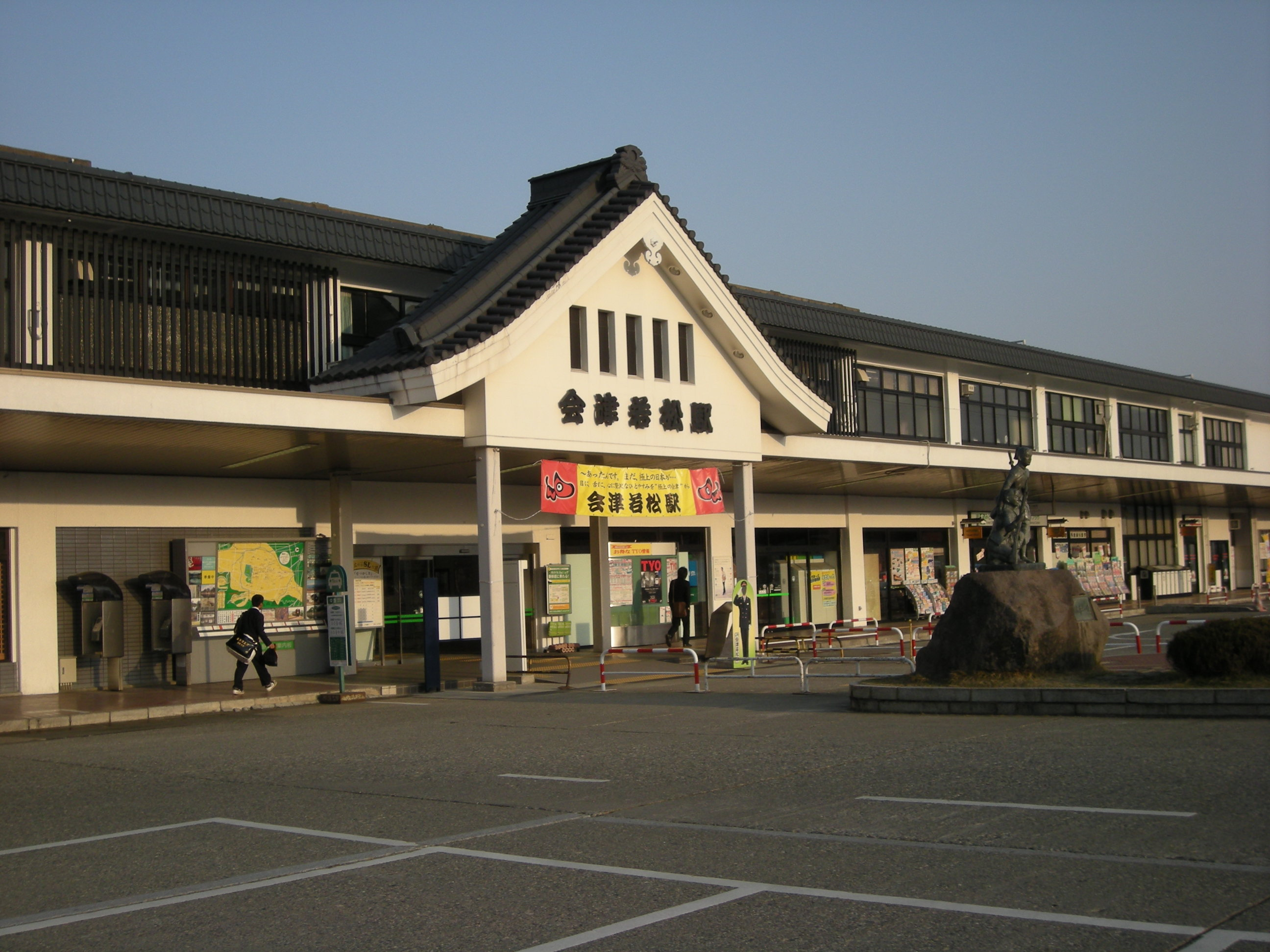
会津若松駅

当地は会津盆地の交通の中心でもあり、陸奥国の南の要衝であった。

### 鉄道
東日本旅客鉄道（JR東日本）
- 磐越西線
  - 東長原駅 - 広田駅 - 会津若松駅 - 堂島駅
- 只見線
  - 会津若松駅 - 七日町駅 - 西若松駅 - 会津本郷駅

会津鉄道
- 会津線
  - 西若松駅 - 南若松駅 - 門田駅 - あまや駅 - 芦ノ牧温泉駅 - 大川ダム公園駅 - 芦ノ牧温泉南駅

代表駅である会津若松駅は、市街地の北部に設置されている。

### バス

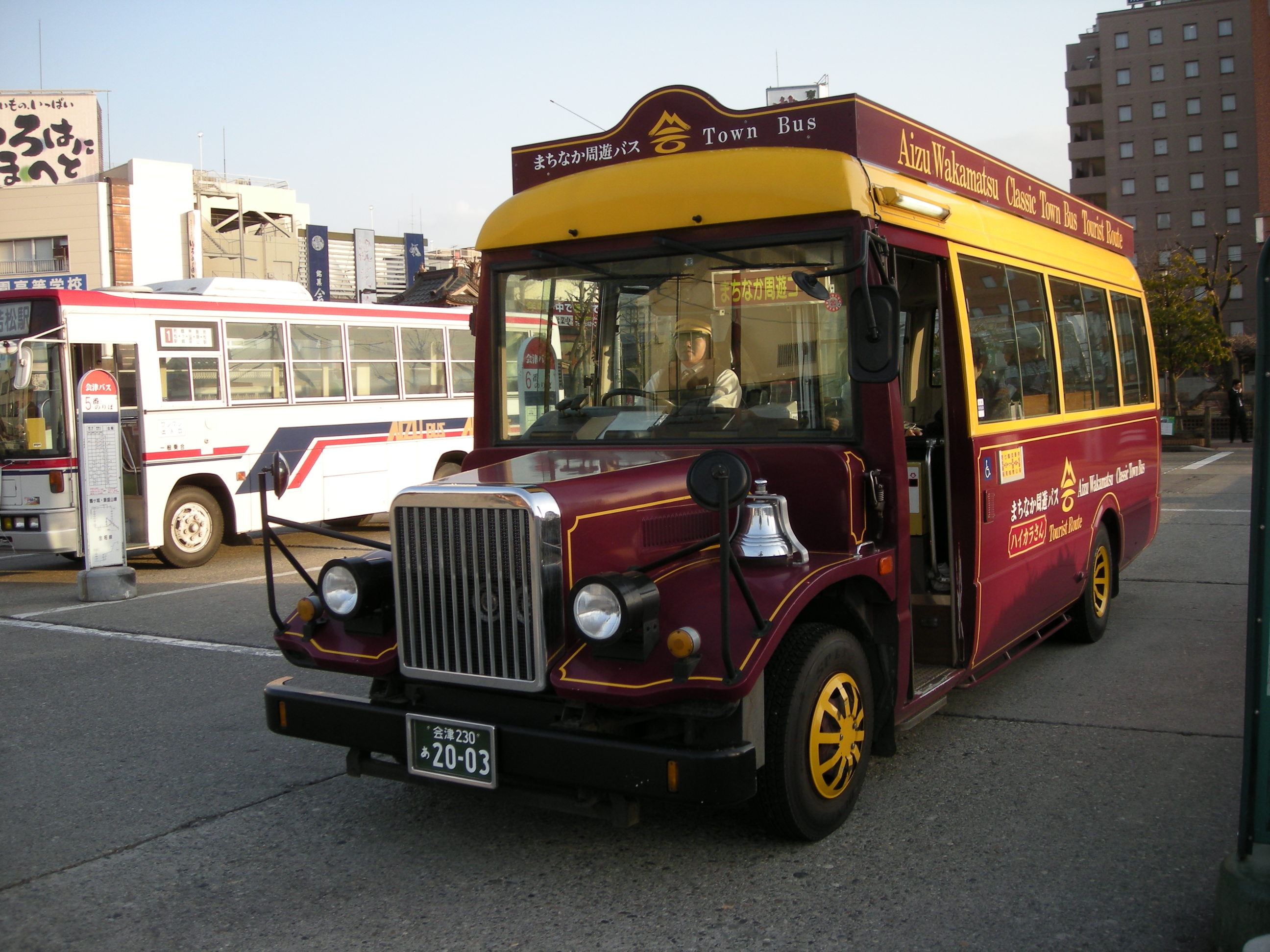
市内で運転されるバス、ハイカラさん

路線バスは、市内では会津乗合自動車（会津バス）グループ1社のみにより運行されており、会津若松駅前には路線バスのバスターミナルがある。そのほか観光客などに向けたバスとして、会津若松駅、七日町、鶴ヶ城、御薬園、東山温泉、飯盛山などを結ぶまちなか周遊バス（ハイカラさん・あかべぇ）が運行されている。2023年12月より市内において実証運行されていたリクエスト型最適経路バス「MyRideどこでもバス」が2025年2月1日からは本格運行に移行した。

### 高速バス路線
磐越自動車道沿線
- 会津若松 - 郡山 - いわき線
- 会津若松 - 野沢線（西会津町野沢方面）
- 会津若松 - 新潟線

福島駅・仙台空港・仙台駅方面
- 仙台空港 - 福島 - 会津若松線
- 仙台 - 会津若松線

東京方面
- 夢街道会津号（喜多方市、会津若松市発着で王子駅・池袋駅東口経由でバスタ新宿（新宿駅新南口）を結ぶ。夜行便については現在、運行休止となっている。

### タクシー
会津若松市拠点の主なタクシー会社
- あいづタクシー
- 若松タクシー
- 白虎タクシー
- 広田タクシー
- 葵タクシー

### 空港
市内に空港は無い。
会津若松市から利用される空港
- 福島空港 - JR磐越西線、または高速バスを利用後、郡山駅前からのリムジンバスを利用。
- 新潟空港 - JR磐越西線、または高速バスを利用後、新潟駅前からのリムジンバスを利用。
- 仙台空港 - JR磐越西線、東北新幹線、仙台空港アクセス線を利用。
- 成田空港 - JR磐越西線、東北新幹線、総武本線、成田線などを利用。
- 羽田空港 - JR磐越西線、東北新幹線、東京モノレール羽田空港線などを利用。

### 道路
- 道路元標：大町四つ角交差点

#### 高速道路
- 磐越自動車道：会津若松IC - 磐梯河東IC

#### 国道
- 国道49号
  - 滝沢バイパス
- 国道118号
  - 若松西バイパス
- 国道121号
- 国道252号
- 国道294号
- 国道401号

#### 主要地方道
- 福島県道23号会津高田上三寄線
- 福島県道33号会津坂下河東線
- 福島県道59号会津若松三島線
- 福島県道64号会津若松裏磐梯線
- 福島県道69号北山会津若松線
- 福島県道72号会津坂下会津本郷線

#### 一般県道
- 福島県道128号会津若松会津高田線
- 福島県道131号下郷会津本郷線
- 福島県道211号西若松停車場南町線
- 福島県道212号門田停車場線
- 福島県道213号芦ノ牧温泉停車場線
- 福島県道214号芦ノ牧温泉南停車場線
- 福島県道325号湯川大町線
- 福島県道326号浜崎高野会津若松線
- 福島県道328号中沢西若松停車場線
- 福島県道337号喜多方河東線
- 福島県道374号東山温泉線
- 福島県道392号会津若松熱塩温泉自転車道線

#### 道路通称名
詳しくは福島県内の通りを参照されたし。
- 神明通り
- 中央通り
- 千石通り（富士通バイパス、小田橋通り、富士通り）
- 高田橋通り
- 会津西バイパス
- 慶山通り
- 七日町通り
- 野口英世青春通り（大町通り、町方蔵しっく通り）
- 白虎通り
- 飯盛山通り

## 文化

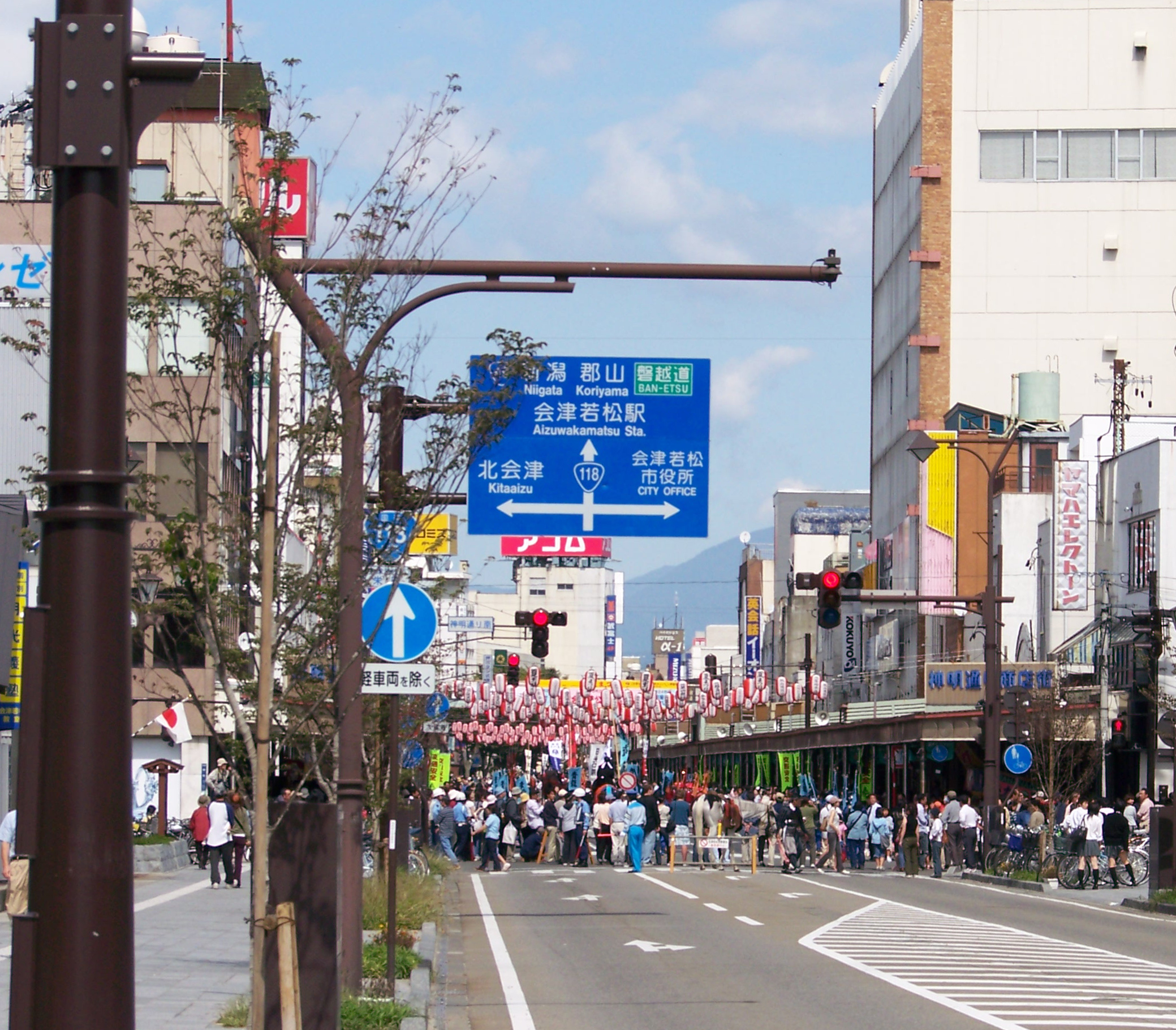
会津秋祭りで賑わう神明通り

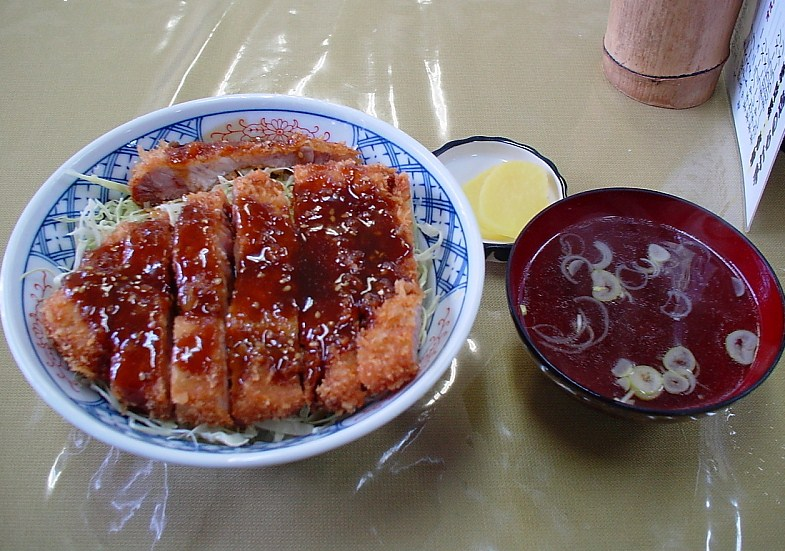
会津若松のソースカツ丼

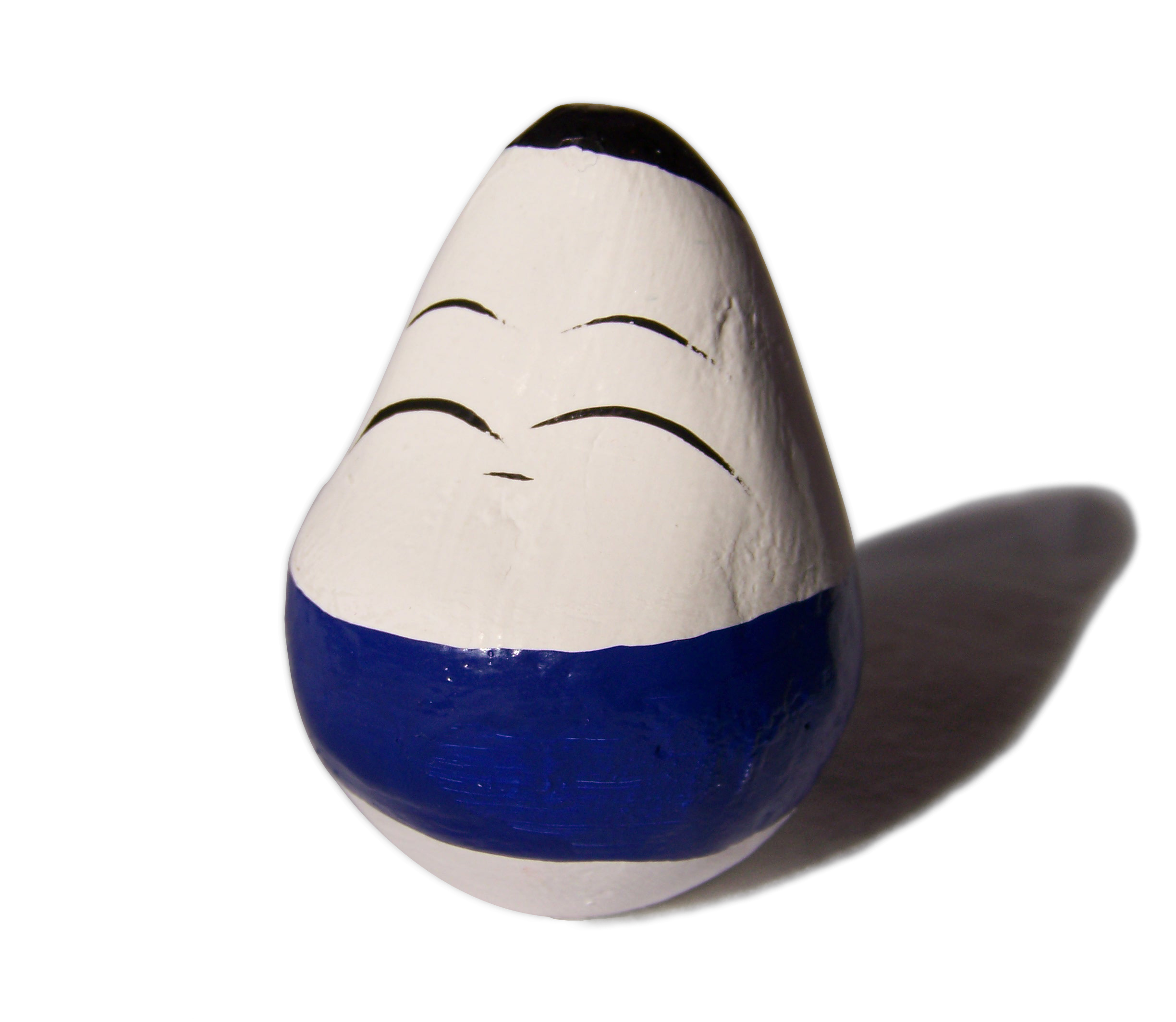
起き上がり小法師

会津若松は長い歴史と風土から伝統ある文化を持ち、現在では会津若松の観光産業をも担っている。

### 祭事
- 会津まつり
- 空也念仏踊り
- 中野竹子女史顕彰祭（神指町）
- 十日市
- 会津彼岸獅子
- 会津絵ろうそくまつり

### 食文化
- 蕎麦
- 棒鱈
- 豆麩
- こづゆ
- まんじゅうの天ぷら
- 五郎兵衛飴
- 鰊の山椒漬
- ソースカツ丼
- 会津地鶏
- 馬刺し
- 会津カレー焼きそば
- 会津ラーメン

### 名産品
- 漆器（会津塗）
- 日本酒：榮川酒造、花春酒造、末廣酒造、宮泉銘醸などの本社がある。
- 赤べこ
- 絵ろうそく
- 起き上がり小法師
- 会津慶山焼
- 桐工芸品
- 会津木綿
- 会津みしらず柿（門田町御山地区の柿は、毎年皇室へ献上）

### 会津若松を舞台とした作品
- 拝領妻始末（滝口康彦）
- 惜春鳥（1959年、松竹）映画
- トラック野郎・一番星北へ帰る（1978年、東映）映画
- この子の七つのお祝いに（1982年、松竹、角川春樹事務所）映画
- 白虎隊 (1986年のテレビドラマ)
- 白虎隊 (2007年のテレビドラマ)
- 白虎隊 (劇画)
- 白虎隊〜敗れざる者たち
- 獅子の時代
- 天地人 (NHK大河ドラマ)
- 八重の桜
- ぴたテン
- あかまつ
- ざつ旅
- タチアオイの咲く頃に〜会津の結婚〜 （2016年6月24日、福島中央テレビ）
- 花唄メモワール

## 観光

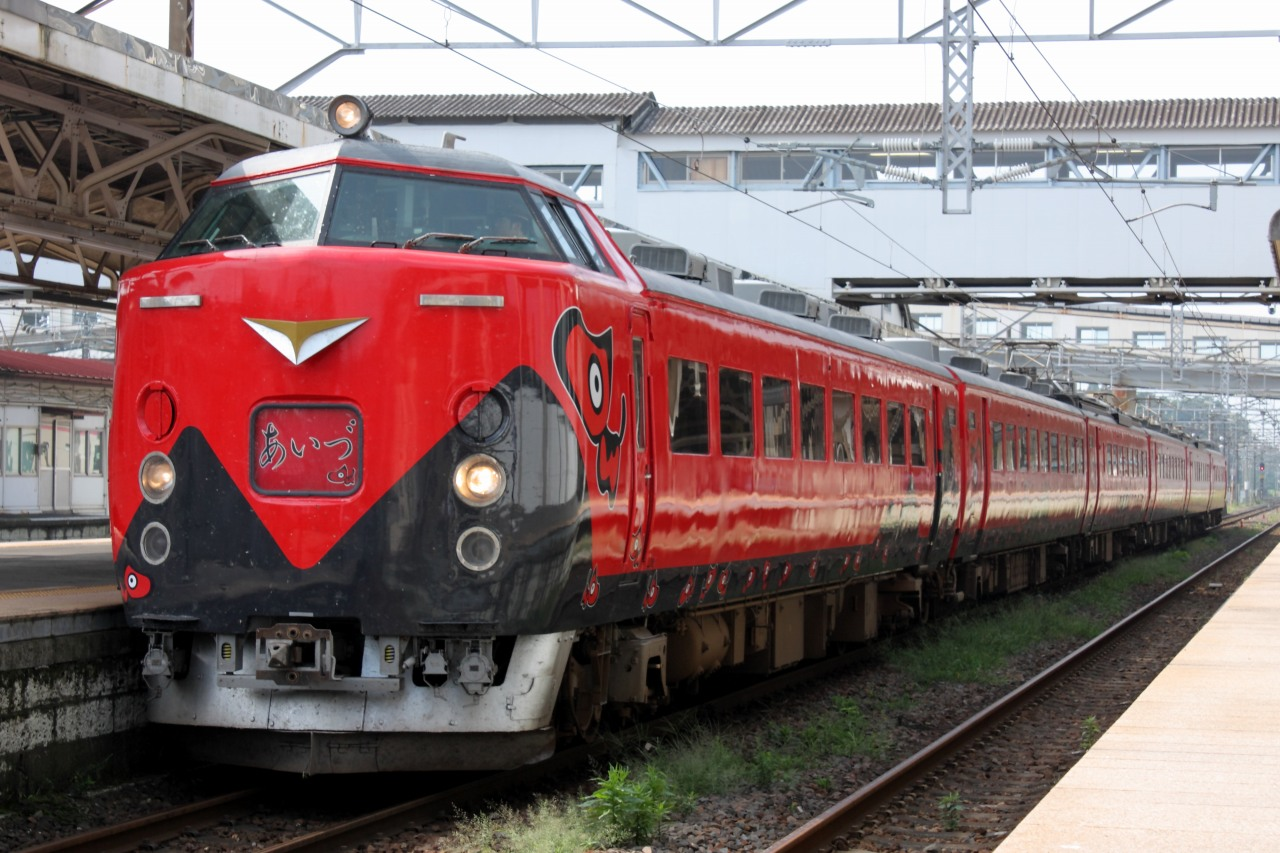
2006年の特急「あいづ」

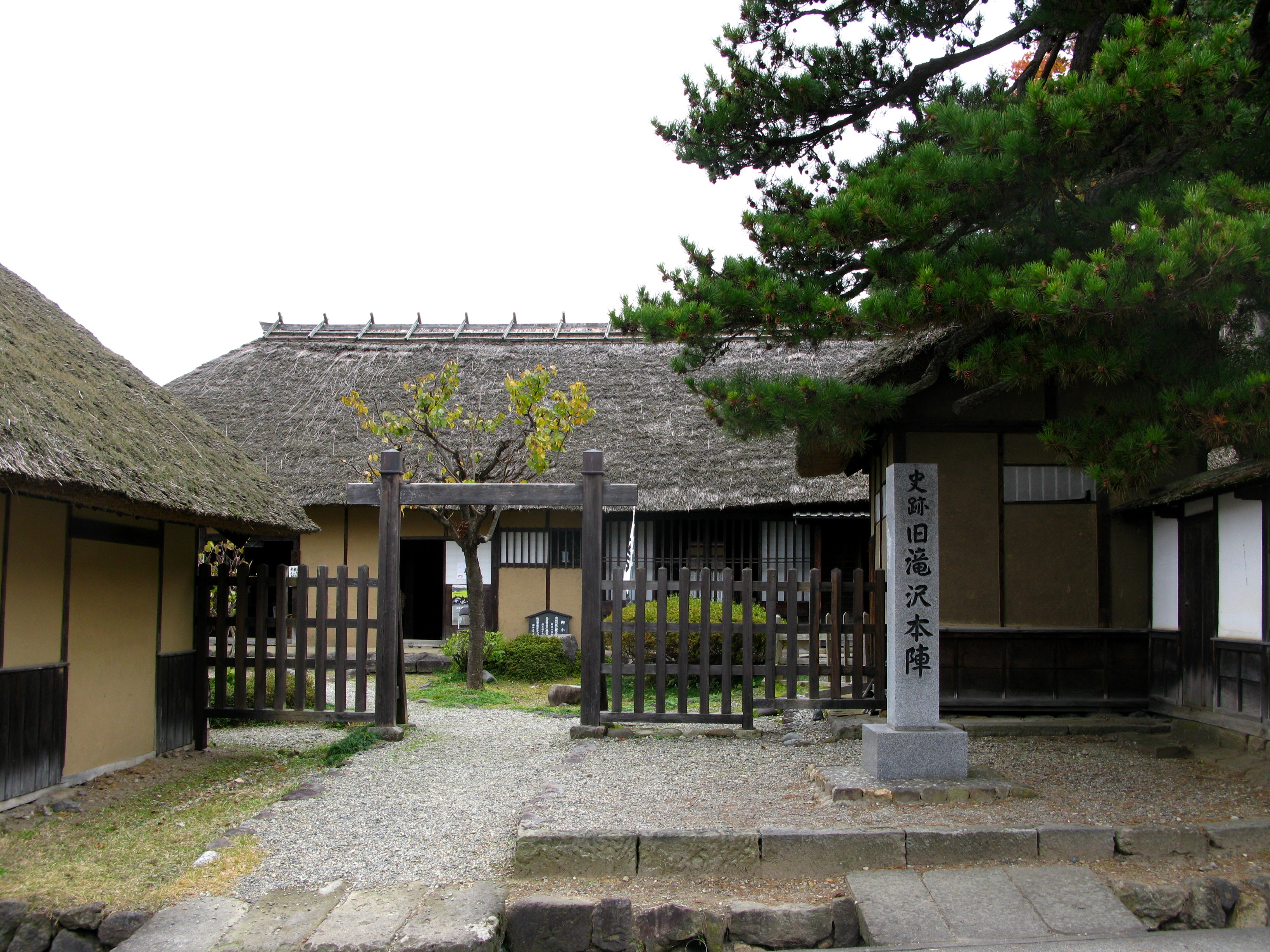
旧滝沢本陣

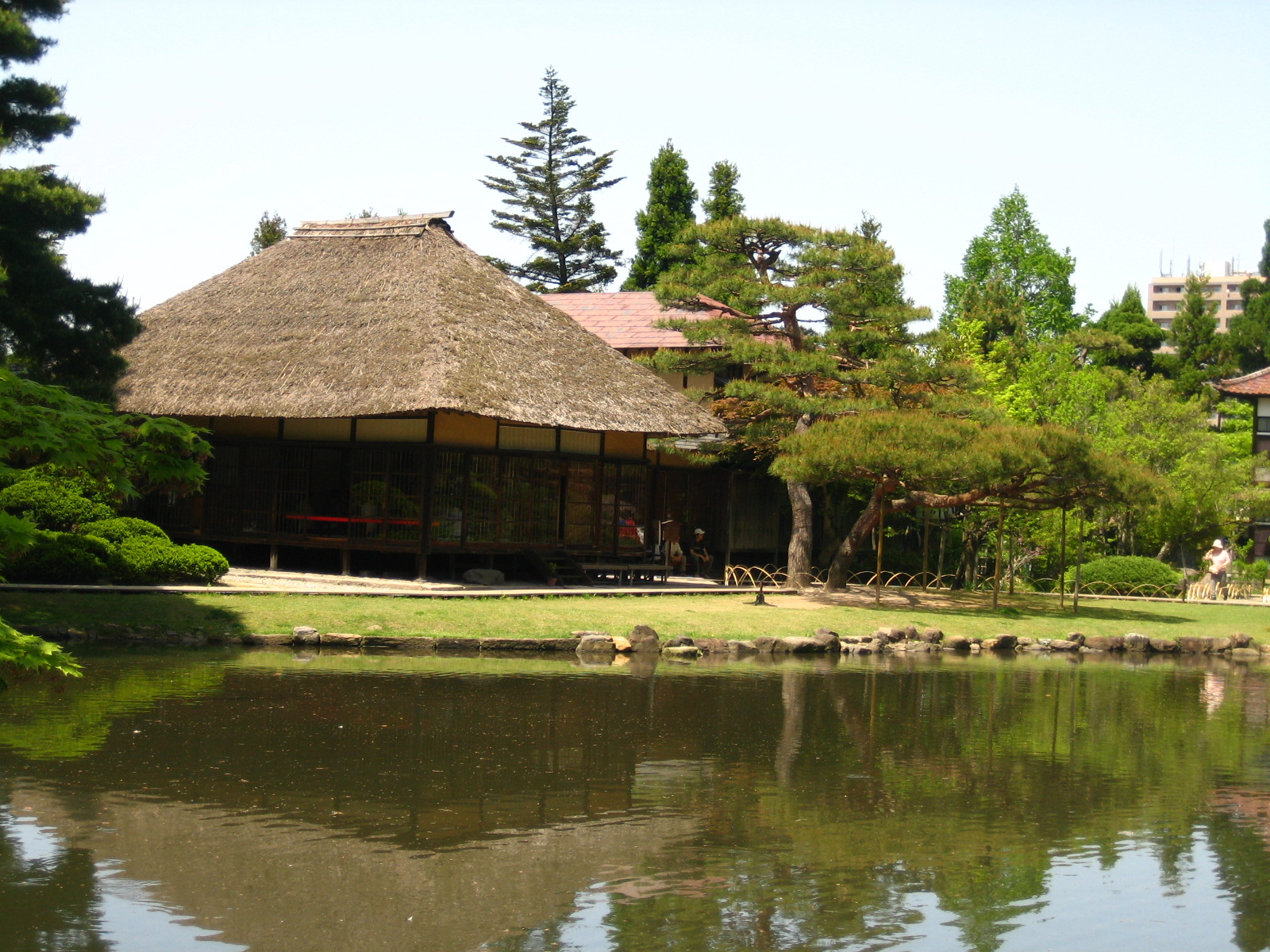
御薬園

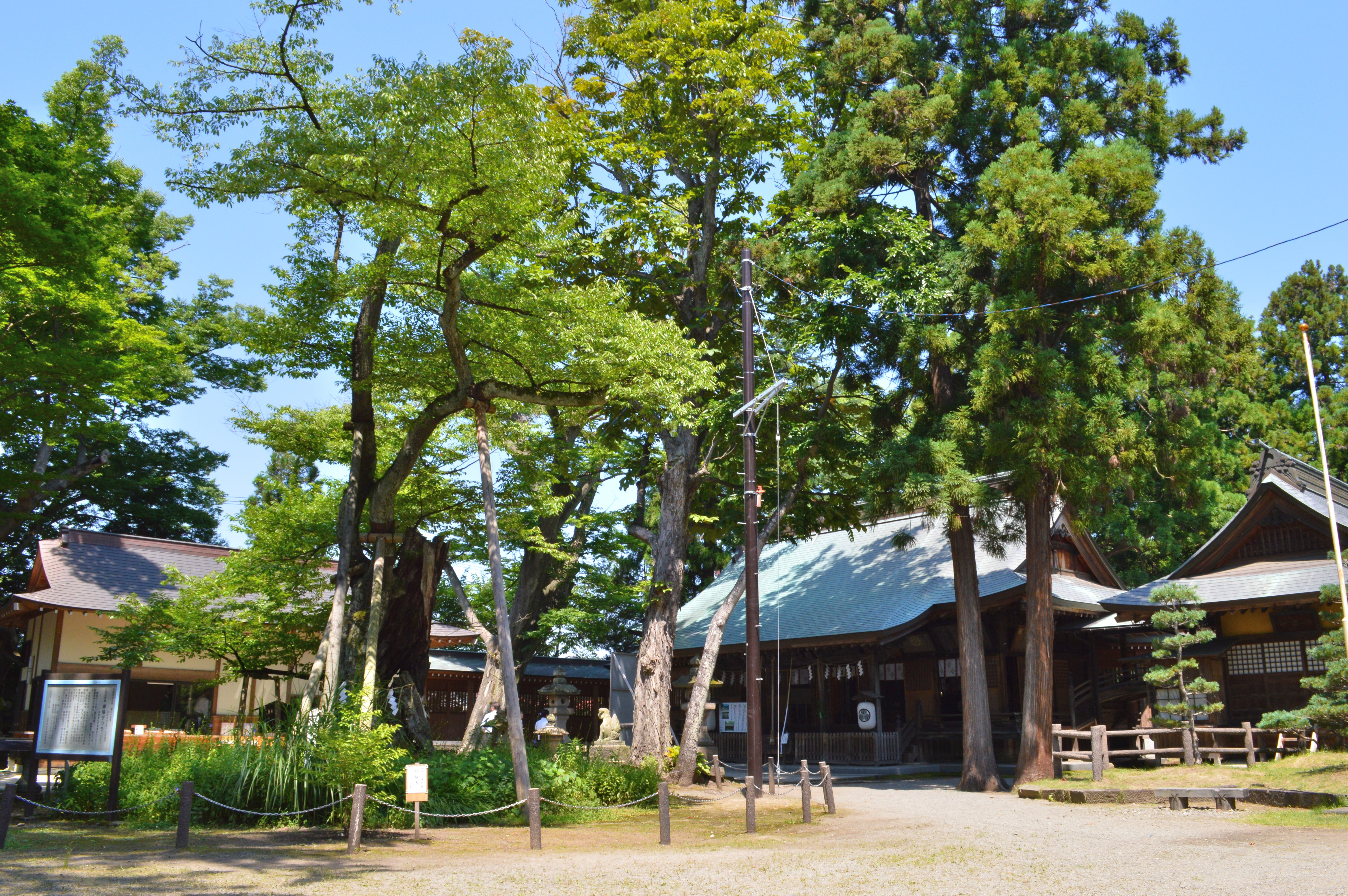
蚕養国神社

会津若松市は、その歴史的経緯、文化的特色から観光業が盛んで、多くの観光客が訪れる。
2005年以降、会津ディスティネーションキャンペーンなどの観光キャンペーンが行われており、新宿駅や上野駅からJR東北本線、磐越西線などを経由する直通の特急列車"あいづ"号を運行するなどしている。

### 観光地
- 若松城（鶴ヶ城）
- 御薬園
- 飯盛山 - 白虎隊士の墓、栄螺堂（さざえ堂）
- 旧滝沢本陣
- 会津藩主松平家墓所 - 会津松平家歴代藩主の墓
- 會津藩校日新館
- 会津村
- 会津武家屋敷
- 強清水
- 石部桜
- 皆鶴姫の碑
- レオ氏郷南蛮館
- 会津大塚山古墳
- 田村山古墳 - 北会津町田村山、前期築造の前方後円墳で東北最古級、出土の内行花文鏡は3世紀末のものと推定、出土品は県重要文化財指定
- 会津新撰組記念館 - 七日町、1Fは売店、2Fは私設博物館で、銃器・書状などを展示
- 會津壹番館（野口英世青春館）

### 温泉
- 芦ノ牧温泉
- 東山温泉
- 神指温泉

### 寺院
- 天寧寺 - 新撰組局長 近藤勇の墓
- 阿弥陀寺 - 新撰組三番隊長 斎藤一の墓、御三階（鶴ヶ城本丸より移築）

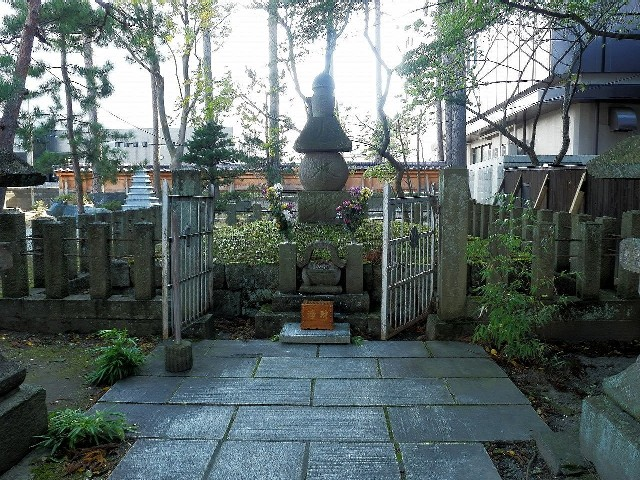
興徳寺　蒲生氏郷の墓

- 興徳寺　蒲生氏郷の墓興徳寺 - 蒲生氏郷の墓
- 八葉寺
- 延命寺地蔵堂（藤倉二階堂）

### 神社
- 神明神社
- 蚕養国神社
- 八角神社

## 人物

### 著名な出身者

#### 歴史上の人物
- 山鹿素行（儒学者、軍学者）

#### 政治・行政・司法
- 西郷頼母（幕末の会津藩家老）
- 秋月悌次郎（幕末の会津藩士、教育者）
- 梶原平馬（幕末の会津藩家老）
- 佐川官兵衛（幕末の会津藩家老）
- 神保修理（幕末の会津藩軍事奉行添役）
- 山本覚馬（幕末の会津藩士、初代京都府議会議長、同志社大学学長）
- 山川浩（幕末の会津藩家老、陸軍少将、貴族院議員）
- 飯沼一省（内務次官、東京都長官、会津会会長）
- 池上四郎（朝鮮総督府政務総監、大阪市長）
- 石塚英蔵（台湾総督、枢密顧問官）
- 加藤祐三郎（内務官僚）
- 伊東正義（政治家、外務大臣・内閣官房長官）
- 八田宗吉（旧河東町出身、衆議院議員、陸軍省参与官、馬政調査委員）
- 八田貞義（衆議院議員、内閣官房副長官、日本医科大学教授）
- 大島破竹郎（佐賀県知事、高知県知事、郡山市長）
- 柏村信雄（警察庁長官）
- 川島廣守（内閣官房副長官、プロ野球コミッショナー、会津会会長）
- 北原雅長（長崎市長）
- 日下義雄（福島県知事、長崎県知事）
- 佐藤正俊（香川県知事、山梨県知事、名古屋市長）
- 高野源進（山梨県知事、広島県知事、警視総監）
- 西川鉄次郎（白虎隊士、大審院判事）
- 丹羽七郎（内務次官）
- 廣澤辨二（衆議院議員、東京獣医学校校長）
- 三淵忠彦（初代最高裁判所長官）
- 小池達哉（弁護士、日本弁護士連合会副会長

#### 外交官
- 赤羽四郎（スペイン公使）
- 斎藤良衛（通商局長、会津短大初代学長）
- 林権助（駐英大使、枢密顧問官）
- 松平恒雄（宮内大臣、参議院議長）
- 柳澤健（詩人）
- 野口雅昭（外交官）

#### 軍事
- 畑俊六（元帥陸軍大将）
- 柴五郎（陸軍大将）
- 畑英太郎（陸軍大将）
- 西義一（陸軍大将）
- 芳賀栄次郎（陸軍軍医総監）
- 両角三郎（陸軍中将、稚松会会長）
- 横山勇（陸軍中将、第16方面軍司令官）
- 奥田重栄（陸軍少将）
- 樋口喜吉（陸軍少将、稚松会副会長）
- 藤井重郎（陸軍少将、満州国陸軍中将）
- 松江豊寿（陸軍少将、坂東捕虜収容所長）
- 簗瀬真琴（陸軍少将、会津三家簗瀬家出身）
- 町野武馬（陸軍大佐、張作霖顧問）
- 藁谷勇三郎（陸軍大佐、稚松会設立）
- 猪俣甚弥（陸軍少佐、皇統護持作戦）
- 長谷川戍吉（陸軍騎兵少佐、長谷川挺進隊長）
- 丹羽五郎（抜刀隊小隊長）
- 渋川善助（二・二六事件）
- 出羽重遠（海軍大将）
- 角田秀松（海軍中将、常備艦隊司令長官）
- 下平英太郎（海軍少将、稚松会副会長）
- 常盤盛衛（海軍少将、稚松会副会長）
- 雪下勝美（海軍少将、戦艦「長門」艦長）
- 片桐酉次郎（海軍主計大監、衆議院議員）
- 和田幸次郎（海軍大佐）
- 草刈英治（海軍少佐、自決）
- 雪下熊之助（海軍少尉補）
- 上崎辰次郎（海軍上等兵曹、自決）
- 加藤榮吉（海軍大佐、勲三等）

#### 学術・教育・文芸
- 山川健次郎（東京帝国大学総長・京都帝国大学総長・九州帝国大学総長）
- 山川二葉（女子教育者）
- 井深梶之助（明治学院総理）
- 高嶺秀夫（教育学者、東京高等師範学校校長）
- 新島八重（同志社大学）
- 小西重直（京都帝国大総長）
- 新城新蔵（京都帝国大総長）
- 大竹多気（米沢高等工業学校、桐生高等工業学校校長）
- 大平善梧（青山学院大学学長）
- 大原光憲（中央大学名誉教授）
- 鎧淳（金沢大学名誉教授）
- 君島八郎（九州帝国大学工学部長）
- 黒河内四郎（土木学会会長）
- 小室直樹（社会学者、経済学者）
- 斎藤常三郎（日本学士院会員、会津短期大学初代学長）
- 佐藤義長（盛岡高等農林学校、宇都宮高等農林学校校長）
- 新城和一（『白樺』同人、法政大学教授）
- 松本信一（大阪医科大学学長）
- 渡部潤一（天文学者）
- 東海散士（小説家、政治家）
- 高瀬善夫（歌人・評論家）
- 若松賤子（言文一致体のパイオニアの一人・小公子の初訳者）
- 西川満（作家）
- 大須賀清光（絵師）
- 長沢節（画家・セツ・モードセミナー創設）
- 笹川ひろし（アニメーション監督・漫画家）
- 有間しのぶ（漫画家）
- 星和男（作曲家・音楽教諭）
- 星洋二（声楽家）
- 佐藤正浩（指揮者）
- 加藤利吉（仙台育英学園創立者）

#### 経済
- 赤羽克己（南満州鉄道理事）
- 加藤祐三郎（東北開発副総裁）
- 倉田元治（旭硝子社長）
- 小日山直登（南満州鉄道総裁、運輸大臣）
- 下坂藤太郎（台湾銀行副頭取、日商社長）
- 白井新太郎（駿豆鉄道社長、衆議院議員）
- 星野喜代治（朝鮮銀行副総裁、日本不動産銀行初代頭取、会津会会長）
- 松江春次（南洋興発社長）
- 南清（阪鶴鉄道社長）
- 森俊六郎（南満州鉄道理事、大蔵省理財局長）
- 諸橋友良（ゼビオホールディングス社長）

#### 芸能
- 佐藤慶（俳優）
- 虎牙光揮（俳優）
- 保志総一朗[24]（声優）
- 鈴木美咲（声優）
- 永峯良（タレント・レポーター）
- 山口隆（歌手：サンボマスター、旧北会津村出身）
- 泉田吉伊（ギタリスト：FOX LOCO PHANTOM/GOLIATH）
- 長嶺ヤス子（舞踏家）
- 三遊亭兼好（落語家）
- 山猿（シンガーソングライター、旧LGMonkees）
- 坂口風詩（女優）

#### マスコミ・言論界
- 柳澤秀夫（元NHK記者、ニュースキャスター）
- 塩原恒夫（元フジテレビアナウンサー）
- 猪俣理恵（福島放送アナウンサー）
- 小野美希（テレビユー福島アナウンサー）
- 手塚伸一（ラジオ福島アナウンサー、旧河東町出身）

#### スポーツ
- 若嶌久三郎（明治時代の大相撲力士）
- 西郷四郎（柔道家）
- 和田晋（剣道家、一刀流溝口派）
- 大八木弘明（駒沢大学陸上部総監督、旧河東町出身）
- 佐藤敦之（中国電力陸上競技部監督）
- 安西秀幸（陸上競技選手、旧河東町出身）
- 諸積兼司（元プロ野球選手）
- 新田祐大（競輪選手）
- 西巻賢二（プロ野球選手）
- 遠藤有栖（プロレスラー）
- 若松大樹（プロレスラー）
- シュガー佐藤（プロレスラー）

#### その他
- 飯沼貞吉（元白虎隊士）
- 大山捨松（旧姓山川、山川健次郎東京帝国大総長の妹）
- 馬場祥江（1956年のミスユニバース日本代表）
- 原実（全国歴史的風土保存連盟名誉会長）
- 保志雄一（バーテンダー）
- 玉井次郎（ノンフィクション作家）

### 縁の有る人物
- 蘆名氏
- 伊達政宗
- 蒲生氏郷
- 上杉景勝
- 直江兼続
- 加藤嘉明
- 保科正之
- 松平容保
- 松平容大
- 松平保男
- 山崎闇斎
- 土方歳三
- 斎藤一
- 川崎尚之助
- 秩父宮勢津子妃（容保の孫に当たる）
- 深田康算
- 中田章、中田一次、中田喜直親子
- 湯浅竹次郎（旅順港閉塞作戦、講道館柔道殿堂）
- 横光利一（生誕の地が東山温泉）
- サワヤン（会津若松市観光大使）